# David Beckham
Pour les articles homonymes, voir Beckham.

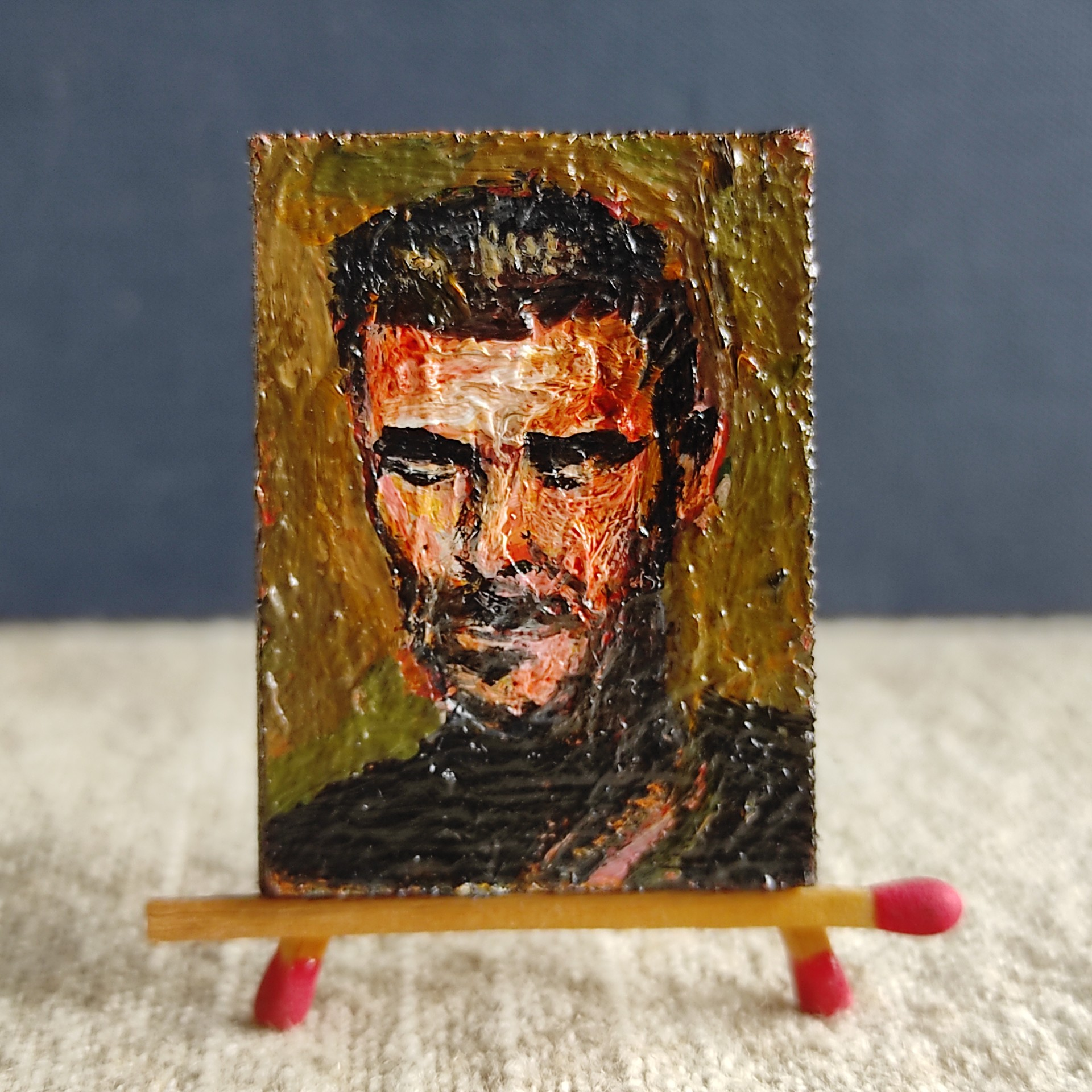
David Beckham par Paweł Brodzisz au Musée miniature de l'art professionnel Henri Jan Dominiak à Tychy, miniature, huile sur le toile,

David Beckham, né le 2 mai 1975 à Leytonstone (Londres) en Angleterre, est un footballeur international anglais ayant évolué au poste de milieu offensif.
Sa carrière débute lorsqu'il signe à Manchester United et fait sa première apparition dans l'équipe première en 1992 à l'âge de dix-sept ans. Il joue un rôle clé dans la domination du club sur le championnat anglais durant les années 1990 et au début des années 2000, permettant au club de réaliser le triplé en 1999 en remportant le championnat, la coupe d'Angleterre et la Ligue des champions. Il quitte l'Angleterre en 2003 en devenant le troisième Anglais à signer au Real Madrid après Laurie Cunningham et Steve McManaman. Après plusieurs saisons au Galaxy de Los Angeles, il finit sa carrière au Paris Saint-Germain.
Avec 116 sélections, il est le troisième joueur le plus sélectionné de l'histoire de l'équipe d'Angleterre après le gardien Peter Shilton (125) et l'attaquant Wayne Rooney (120).
Nommé au FIFA 100 par Pelé et la FIFA, sacré meilleur joueur européen en 1999, présent dans l'équipe de l'année UEFA en 2001 ainsi qu'en 2003, il est considéré comme l'un des meilleurs milieux de terrains anglais de l'histoire, accédant ainsi au English Football Hall of Fame. En 2003, il est désigné chevalier de l'ordre de l'Empire britannique à titre honorifique.
Icône mondiale, Beckham est également connu du grand public en tant que mannequin, homme d'affaires, ambassadeur de l'Unicef et propriétaire de l'Inter Miami CF.
Il est anobli le 13 juin 2025 par le roi Charles III pour les services rendus au football britannique et son implication dans diverses œuvres humanitaires.

## Biographie

### Enfance et formation

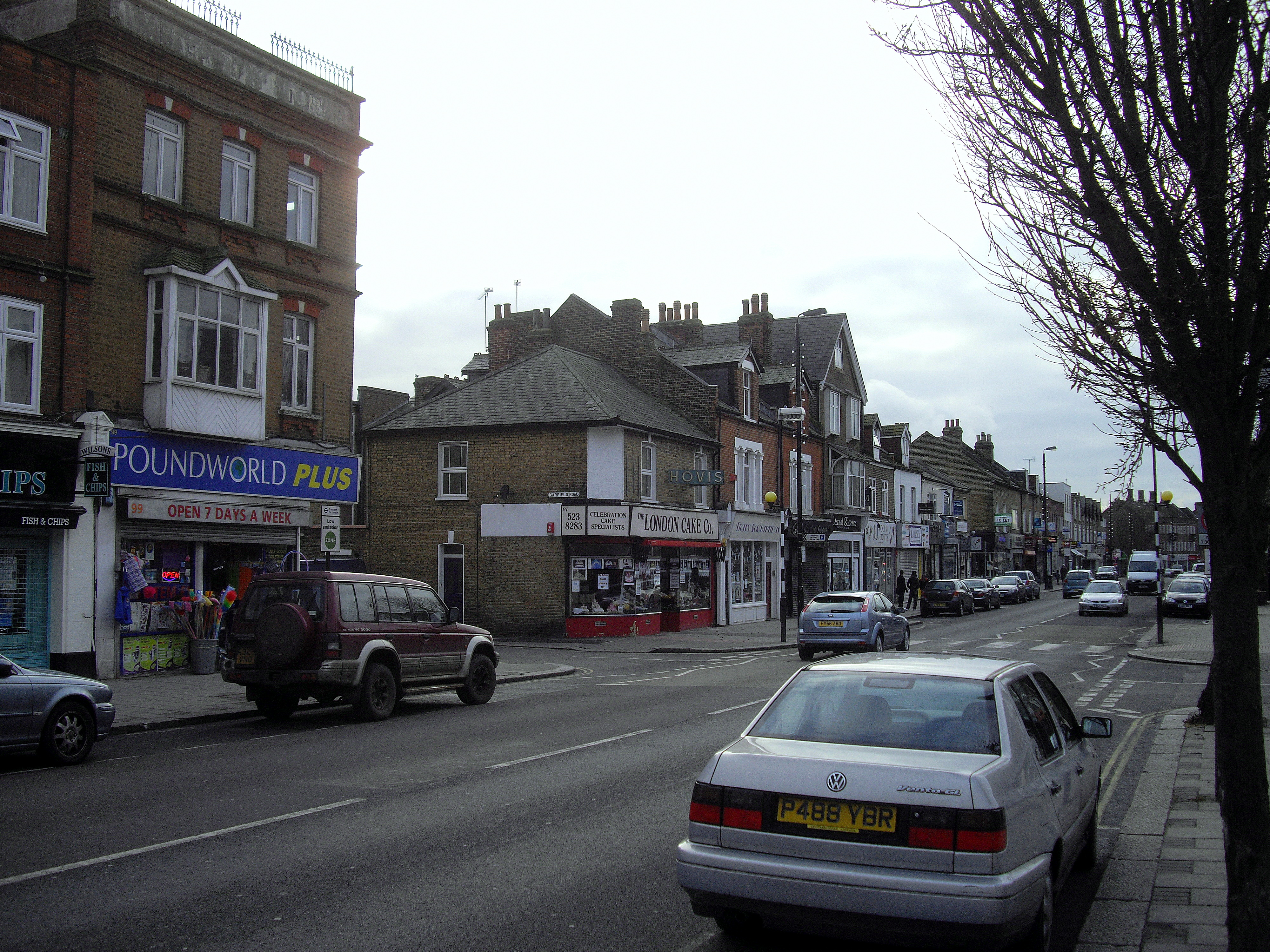
Rue de Chingford, localité d'enfance de Beckham.

David Beckham nait à l'Hôpital universitaire de Whipps Cross (Whipps Cross University Hospital) le 2 mai 1975 à Leytonstone, un quartier du nord-est de Londres. Il est le fils de David Edward Alan « Ted » Beckham (né en 1948 à Edmonton, Londres), un installateur de cuisine, et de Sandra Georgina West (née en 1949 dans le quartier de Hackney à Londres), coiffeuse de profession.
Il raconte, dans son livre Both Feet on the Ground, l'influence de la religion sur lui ; il indique qu'en grandissant, il va à l’église toutes les semaines avec ses parents et ses deux sœurs Joanne et Lynne « car c'était la seule façon de jouer au football pour leur équipe ». Son grand-père maternel, Joe West, est juif et lui-même se qualifie de « demi-juif »,, : « J'ai probablement eu plus de contact avec le judaïsme qu'avec n'importe quelle autre religion »,.
David a l'habitude de jouer au football dans le parc Ridgeway Park à Chingford, et fréquente la Chase Lane Primary School et Chingford Foundation School. En 2007, il déclare dans une interview « À l'école, chaque fois que les professeurs me demandaient « Qu'est-ce que tu veux faire plus tard ? » Je répondais, « Je veux être un footballeur. » Et ils me disaient, « Non, qu'est-ce-que tu veux faire vraiment comme métier ? » Mais c'était la seule chose que j'avais vraiment envie de faire »[réf. nécessaire]. Concernant ses études, il quitte le lycée avant l'âge de dix-huit ans[réf. nécessaire].
Ses parents sont de fervents supporteurs de Manchester United et vont souvent à Old Trafford pour assister aux matches de l’équipe. David Beckham hérite de l’amour pour le club de ses parents, même s'il naît et grandit à proximité de White Hart Lane, le stade des Tottenham Hotspur. Il fréquente une des écoles de football de Bobby Charlton à Manchester (il sera 1er prix des jeunes talents à 11 ans) et a la chance de participer à un entraînement du FC Barcelone. Beckham joue pour un club local appelé les Ridgeway Rovers – entraîné par son père, Stuart Underwood et Steve Kirby. En 1986, lors d’un match contre West Ham, Beckham est la mascotte de Manchester United. Étant jeune, il fait des essais dans plusieurs clubs locaux comme Leyton Orient, Norwich City et fréquente l'école de Tottenham, qui est d'ailleurs le premier club pour lequel il joue. Beckham joue ensuite aux Brimsdown Rovers durant deux ans et est élu meilleur joueur de moins de quinze ans en 1990. Il fréquente également la Bradenton Preparatory Academy, mais signe un contrat avec les jeunes de Manchester United le jour de ses quinze ans.

### Manchester United (1991-2003)

#### Fin de formation et débuts professionnels (1991-1995)
Ferguson visait à faire signer le garçon à l'équipe de l'école United et a décrit les avantages d'une telle décision. Après une conversation avec la famille, Beckham a décidé que les avantages couvraient plus que toutes les lacunes, et le garçon a apposé sa signature sur le contrat.
En 1992, il remporte la FA Youth Cup avec notamment Paul Scholes, Ryan Giggs, Gary Neville ou encore Nicky Butt.
Il a marqué lors du premier match de la finale de deux matches contre Crystal Palace, à la fin, par la somme de deux matchs, United a gagné avec un score total de 6-3.
Ses apparitions réussies dans la Coupe ont forcé l'attention du personnel d'entraîneurs de l'équipe principale, et Beckham a commencé à être attiré par les matchs de l'équipe principale.
Le 28 septembre 1992, il joue ses 17 premières minutes en Coupe de la Ligue face à Brighton. David Beckham fait ses premiers pas en professionnel au sein de l'équipe de Preston durant la saison 1994-95, puis fait sa première apparition sous le maillot de Manchester United, le 2 avril 1995 lors d'un match de Premier League en marquant un but contre Leeds United. C'est également cette année-là que Beckham marque le but gagnant de la demi-finale de la FA Cup à Villa Park contre Chelsea. Cette saison 1994-1995, il jouera pour United dans quatre autres matchs, mais cette année de football s'est terminée pour la déception de l'équipe. Le club avec une différence d'un point a perdu le combat pour le titre de Blackburn, et United a été battu par Everton 1-0 en finale de la FA Cup.

#### La jeunesse au pouvoir (1995-1999)
Le manager de Manchester United, Alex Ferguson, a une grande confiance dans ses jeunes joueurs. Quand trois de ses joueurs cadres quittent le club à l'été 1995, il prend la décision de les remplacer par ces jeunes issus du centre de formation plutôt que d'acheter des joueurs. Cela lui attire de lourdes critiques qui s'enflamment quand United commence la saison avec une lourde défaite (3–1) face à Aston Villa (rival historique de MU), avec l'unique but mancunien marqué par Beckham. Cependant, les Mancuniens remportent les cinq matchs suivants. Beckham gagne par la suite sa place de titulaire dans l'équipe et remporte la Premier League et la FA Cup. En demi-finale contre Chelsea, il inscrit le but de la victoire et en finale il tire le corner repris victorieusement par Éric Cantona contre Liverpool.
En août 1996, Beckham devient une sorte de marque de fabrique, après avoir marqué un but spectaculaire contre Wimbledon. Alors que Manchester United mène le jeu 2 à 0, Beckham remarque que le gardien adverse Neil Sullivan se tient loin de la cage et frappe alors depuis le milieu de terrain. Le ballon lobe le gardien et vient se loger dans les filets. À la suite de cette action spectaculaire, Beckham se voit alors souvent mentionné dans la presse. Beckham devient progressivement incontournable, et il permet à United de conserver son titre de champion d'Angleterre. À la fin de la saison, il est élu jeune joueur de l'année par ses pairs.
Manchester United commence bien la saison 1997-1998, Beckham marque notamment dès la deuxième journée du championnat, le 13 août 1997 contre le Southampton FC, donnant ainsi la victoire à son équipe (1-0 score final). Mais plusieurs joueurs de l'effectif se blessent ce qui handicape du même coup les performances de l'équipe. MU termine la saison à la seconde place du championnat, derrière Arsenal.

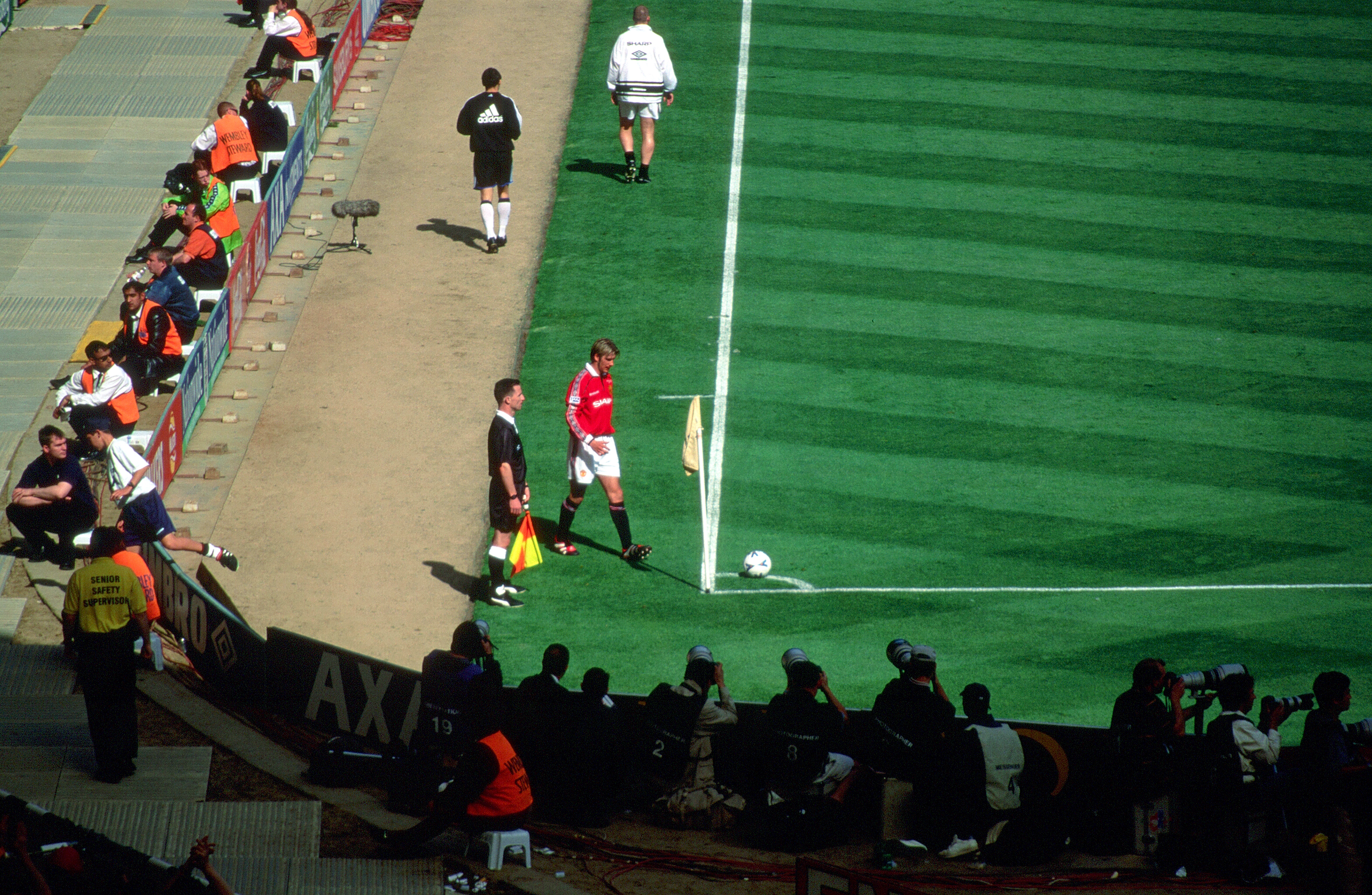
Beckham s'apprête à tirer un corner durant la finale de la Coupe d'Angleterre 1998-1999.

En 1998-1999, il remporte la Ligue des champions face au Bayern Munich, au terme d'un match où les Mancuniens gagnent 2 buts à 1 après avoir été menés 1 à 0 à la 89e minute. Beckham est l'artisan de la victoire en offrant deux passes décisives pour Ole Gunnar Solskjaer et Teddy Sheringham sur corner.
Il remporte même le triplé, championnat, coupe d'Angleterre et Ligue des Champions.

#### Star et conflit avec Ferguson (1999-2003)
Les Red Devils ont remporté deux titres de Premier League avec un avantage confortable en 2000 et 2001, et Beckham en faisait partie intégrante, le principal mécanisme de cette machine United, marquant 15 buts au cours de ces deux saisons, jouant dans chacune d'elles. sur 31 matchs.
Au cours de la saison 2001-2002, David a encore accéléré le rythme et atteint un nouveau niveau, marquant 16 buts dans tous les tournois par équipe. Par la suite, il s'avère que cette saison sera la plus riche en buts de la carrière de Beckham.
Le 10 avril 2002, Beckham se blesse durant la Ligue des champions lors d'un match contre le Deportivo La Corogne (victoire 3-1 pour MU), se fracturant le second os du métatarse de son pied gauche. Des spéculations ont lieu parmi les médias britanniques pour déterminer si la blessure est intentionnelle, étant donné que le joueur qui blesse Beckham est l'Argentin Aldo Duscher et que l'Angleterre et l'Argentine se rencontrent au cours de la Coupe du monde 2002. La blessure le prive de jeu pour le reste de la saison, mais Beckham signe en mai un nouveau contrat de trois ans, après des mois de négociations avec le club, notamment concernant les extras pour son droit à l'image. Le salaire promis par ce nouveau contrat, ainsi que les marchés proposés, font de lui le joueur le mieux payé de son époque.
Il marque son premier but de la saison 2002-2003 contre Chelsea le 23 août 2002, lors de la deuxième journée (2-2 score final). Bien que l'équipe commence mal la saison, les résultats des mancuniens s'améliorent à partir de décembre. Ses relations avec son manager se détériorent le 15 février 2003 quand, dans les vestiaires après une défaite contre Arsenal, Alex Ferguson frappe dans une chaussure, qui atteint Beckham à l'arcade sourcilière droite provoquant une blessure nécessitant des points de suture. Cet incident induit une effervescence au sujet d'un éventuel transfert de Beckham, avec des paris pour savoir qui entre Ferguson et Beckham quitterait le club.
Beckham est élevé au rang d'officier (OBE) dans l'ordre de l'Empire britannique pour sa performance du 13 juin 2003.
À la fin de la saison, il se décide à quitter le club.
Au cours de ses onze années passées à Manchester United, Beckham joue plus de 400 fois sous le maillot des Red Devils, et marque 85 buts.

### Galactique du Real Madrid (2003-2007)

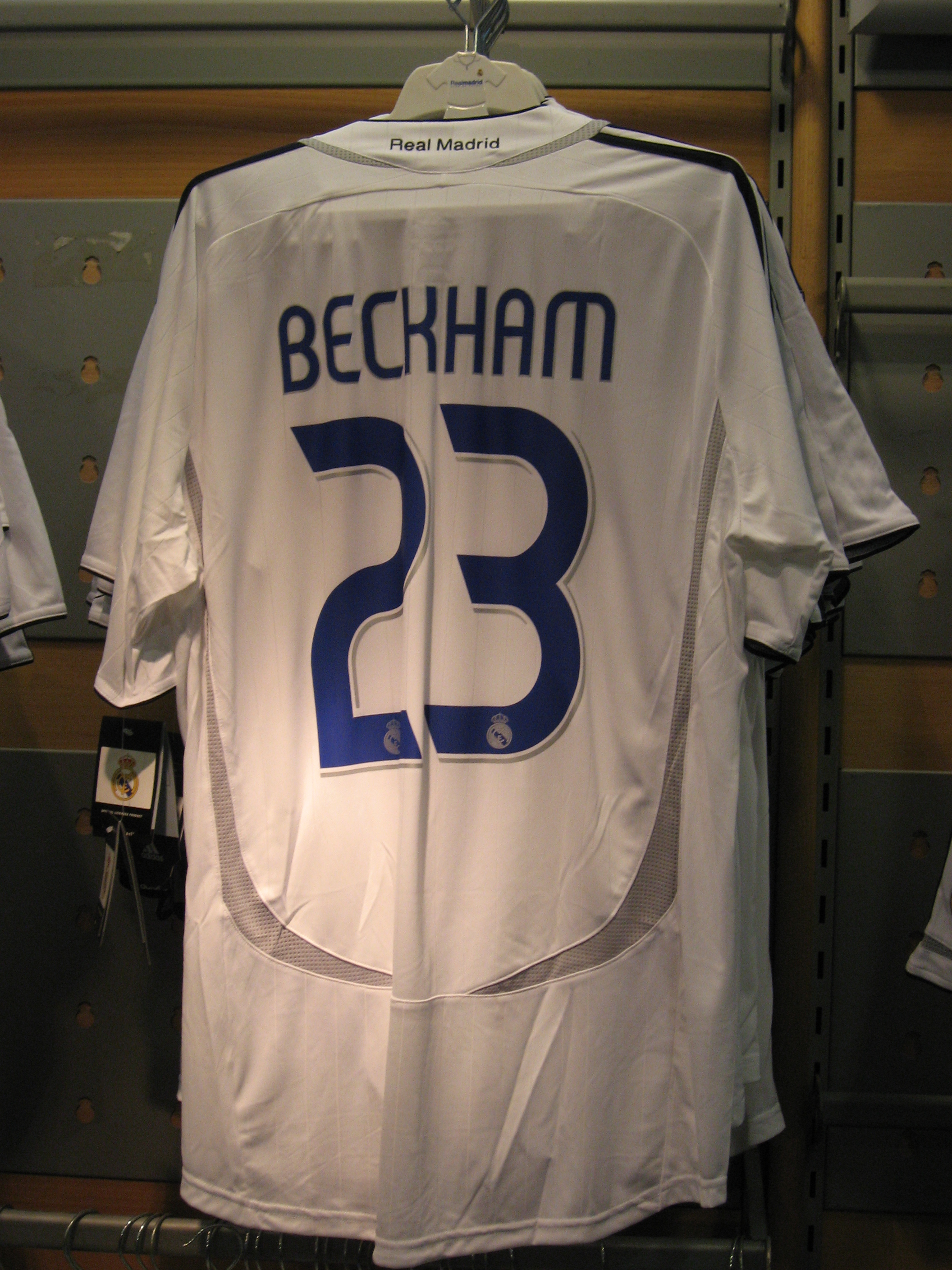
À son arrivée au Real Madrid, Beckham choisit le numéro 23 en référence au basketteur Michael Jordan.

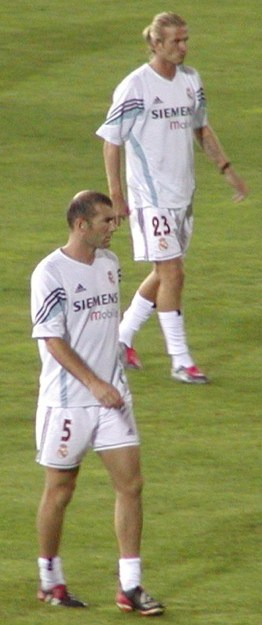
Beckham (no 23) et Zinédine Zidane (no 5) à l'entraînement du Real Madrid en août 2003.

En juillet 2003, David Beckham quitte Manchester United pour rejoindre le Real Madrid qui débourse 37,5 millions d'euros pour s'adjoindre ses services. Ce transfert fait alors de Beckham le joueur le plus chèrement vendu par Manchester United et le quatrième joueur le plus cher de l'histoire du Real (derrière Zinédine Zidane, Luís Figo et Ronaldo). Le FC Barcelone convoite aussi le joueur.
Beckham inscrit son premier but pour le Real le 30 août 2003, lors de la première journée de la saison 2003-2004 de Liga, face au Betis Séville. Titulaire, il ouvre le score, participant ainsi à la victoire des siens (2-1 score final).
Beckham devient très vite une star auprès des supporters du Real Madrid. Après un bon début de la part du Real celui-ci se voit rattrapé par le FC Barcelone, son grand rival. C'est finalement Valence CF qui remporte le titre de champion. Le Real Madrid termine la saison à la quatrième place. Les Madrilènes sont éliminés de la Ligue des Champions UEFA en quarts de finale par l'AS Monaco et perdent en finale de la Coupe du Roi.
2004-2005 est une saison assez moyenne pour lui. Si l'Angleterre marche assez bien dans les éliminatoires pour la coupe du monde, le Real Madrid est irrégulier. En Ligue des champions, il finit par se qualifier pour les huitièmes de finale puis est éliminé par la Juventus (1-0 au match aller, 0-2 après prolongations au match retour). Au match aller, Beckham est l'auteur de la passe décisive sur coup franc pour le but d'Iván Helguera, dans une rencontre très disputée notamment marquée par l'éclatement de la balle. Madrid termine le championnat espagnol nettement derrière le FC Barcelone.
Lors de sa troisième saison au Real Madrid, le club termine second du championnat d'Espagne, encore derrière le FC Barcelone avec un écart de douze points. En Ligue des champions, le Real est éliminé en huitièmes de finale par Arsenal (0-1, 0-0). Malgré l'absence de trophée, Beckham réalise l'une de ses meilleures saisons au club et est nommé « meilleur joueur de la saison du club ».
Le retour de l'Anglais au Real Madrid après la Coupe du monde 2006 ne fait pas de grand bruit, Fabio Capello lui réaffirmant qu'il compte sur lui. Aligné comme à l'habitude sur le flanc droit en début de saison, Beckham perd pourtant sa place de titulaire après le premier match de Ligue des champions (défaite 2-0) contre l'Olympique lyonnais. Légèrement blessé, il n'est pas titulaire ensuite contre la Real Sociedad, et les circonstances ne jouent pas en sa faveur puisque son remplaçant fait une belle prestation avec un but sur coup franc à la clé. Et malgré un but de l'Anglais en contre-attaque à la fin, Capello lui préfère Reyes ou Robinho les rencontres suivantes. Incapable de faire la différence lorsque l'entraîneur italien lui redonne sa chance, il reste ainsi pendant une longue période sur le banc. Lorsqu'il joue, contre le Séville FC notamment où titulaire il marque un coup franc somptueux, c'est la malchance qui se joue de lui, puisqu'une accumulation de cartons jaunes le suspendent et le remettent sur la touche. Après la trêve, il n'a toujours pas pris sa décision de prolonger ou de quitter le club, son statut dans l'équipe étant indécis, mais contre La Corogne il réalise une mauvaise prestation, ce qui précipite sa décision de partir, Capello et les dirigeants ne tenant visiblement plus à lui. Le 11 janvier 2007, Beckham annonce la signature d'un contrat de cinq ans avec le club américain des Los Angeles Galaxy, contrat entrant en vigueur à compter du 1er juillet 2007. Le contrat record porte sur cent millions de livres sur toute la durée du contrat. Le 13 janvier 2007, Fabio Capello déclare que Beckham a joué son dernier match pour le Real Madrid, bien qu'il pourrait continuer à s'entraîner avec l'équipe. Mais les résultats du club deviennent alors catastrophiques, et au bord du limogeage, Capello, sous la pression de Raul et de Guti, le reconvoque à nouveau contre la Real Sociedad et à la surprise générale, le titularise même. Encore plus surprenant, il marque sur coup franc alors que son équipe est menée, montrant bien sa force de caractère et ironie du sort sauvant du même coup Capello. Le Real gagne. Mais encore une fois la malchance se joue de lui puisque le match suivant, contre le Betis Séville, il est à nouveau expulsé pour avoir taclé un joueur à la 90e minute. En C1, Beckham réalise une prestation exceptionnelle contre le Bayern Munich à l'aller qui permet à son équipe de gagner 3 à 2 mais se blesse peu avant le match retour en heurtant un panneau publicitaire et le Real se fait éliminer. Absent un mois, il revient juste à temps pour le sprint final du titre. Contre Valence, son coup franc repris par Sergio Ramos donne la victoire à son équipe, et son club s'empare de la première place du classement au détriment du FC Barcelone. Retrouvant par la suite sa place de milieu droit pour les matchs restants, Beckham contribue nettement à la conservation de la première place de son équipe. Il est une pièce importante dans le sprint final du championnat, multipliant passes décisives et excellentes prestations, championnat que le club termine à la première place à égalité de points avec le Barça, et remportant ainsi son 30e titre de champion d'Espagne grâce à l'avantage obtenu aux confrontations directes (2-0,3-3).
En quatre saisons, les galactiques remportent la Supercoupe (en 2003), et le Championnat (en 2007).

### Star de la MLS avec Los Angeles et prêts au Milan (2007-2012)

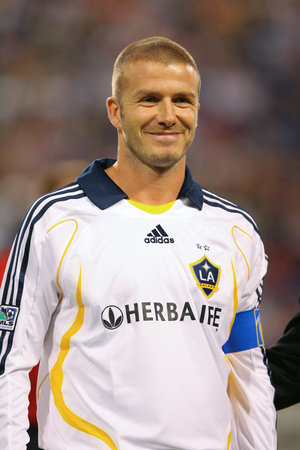
Beckham en novembre 2007 avec les Los Angeles Galaxy.

#### Entre Los Angeles et Milan (2007-2010)
Le 11 janvier 2007, il est confirmé que David Beckham quitte le Real Madrid pour l'équipe de Major League Soccer du Galaxy de Los Angeles pour un contrat de cinq ans qui lui rapporte 5,5 millions de dollars par an (6,5 millions de dollars avec les bonus) en salaire brut, mais qui pourrait lui permettre de gagner 50 millions par an, soit environ 90 dollars par seconde sur le terrain. Beckham déclare : « après avoir considéré plusieurs options pour rester à Madrid ou pour rejoindre un autre grand club, en Angleterre ou en Europe, j'ai décidé de rejoindre le LA Galaxy ».
Il fait ses débuts avec son nouveau club le 21 juillet 2007, lors d'un match amical contre Chelsea. Beckham joue les quinze dernières minutes mais ne peut empêcher la défaite de son équipe (1-0). Il se blesse ensuite à la cheville mais fait quand même ses débuts officiels en championnat contre D.C. United le 9 août 2007 en jouant une vingtaine de minutes à la fin de la rencontre (défaite 2-0). Lors de son troisième match avec le LA Galaxy, en demi-finale de la SuperLiga, compétition entre équipes américaines et mexicaines, Beckham inscrit son premier but sur un coup franc à 20 mètres. Le ballon, parfaitement frappé, vient mourir dans le petit filet gauche de la cage de Troy Perkins après être passé par-dessus le mur du DC United. Il offre également une passe décisive, ce qui permet à son équipe de l'emporter 2-0 et d'affronter les Mexicains du CF Pachuca le 29 août 2007 en finale. Malheureusement, sans Beckham blessé, le LA Galaxy perd la finale.
Il entame sa deuxième saison au Galaxy de Los Angeles. Il est titulaire indiscutable dans son équipe grâce à ses bonnes performances, et porte le brassard de capitaine. Le 25 mai 2008, il marque un but face à Kansas City dans le temps additionnel de la seconde période d'une frappe de 70 mètres. Récupérant un corner perdu par les Wizards, l'Anglais court sur une quinzaine de mètres puis frappe à 20 mètres du rond central et marque dans le but vide, profitant de la montée du gardien adverse sur le corner au début de l'action.
En octobre 2008, des rumeurs de plus en plus persistantes font état d'un possible prêt de David Beckham à l'AC Milan à partir de janvier 2009. En effet, son équipe n'étant pas parvenu à se qualifier pour la suite du championnat américain, il souhaite continuer à jouer cette saison au plus haut niveau afin d'être compétitif en sélection anglaise pour les éliminatoires de la Coupe du monde 2010. Il sera finalement prêté 2 mois à partir du 7 janvier 2009, et devait rester au Milan AC jusqu'au 9 mars 2009.

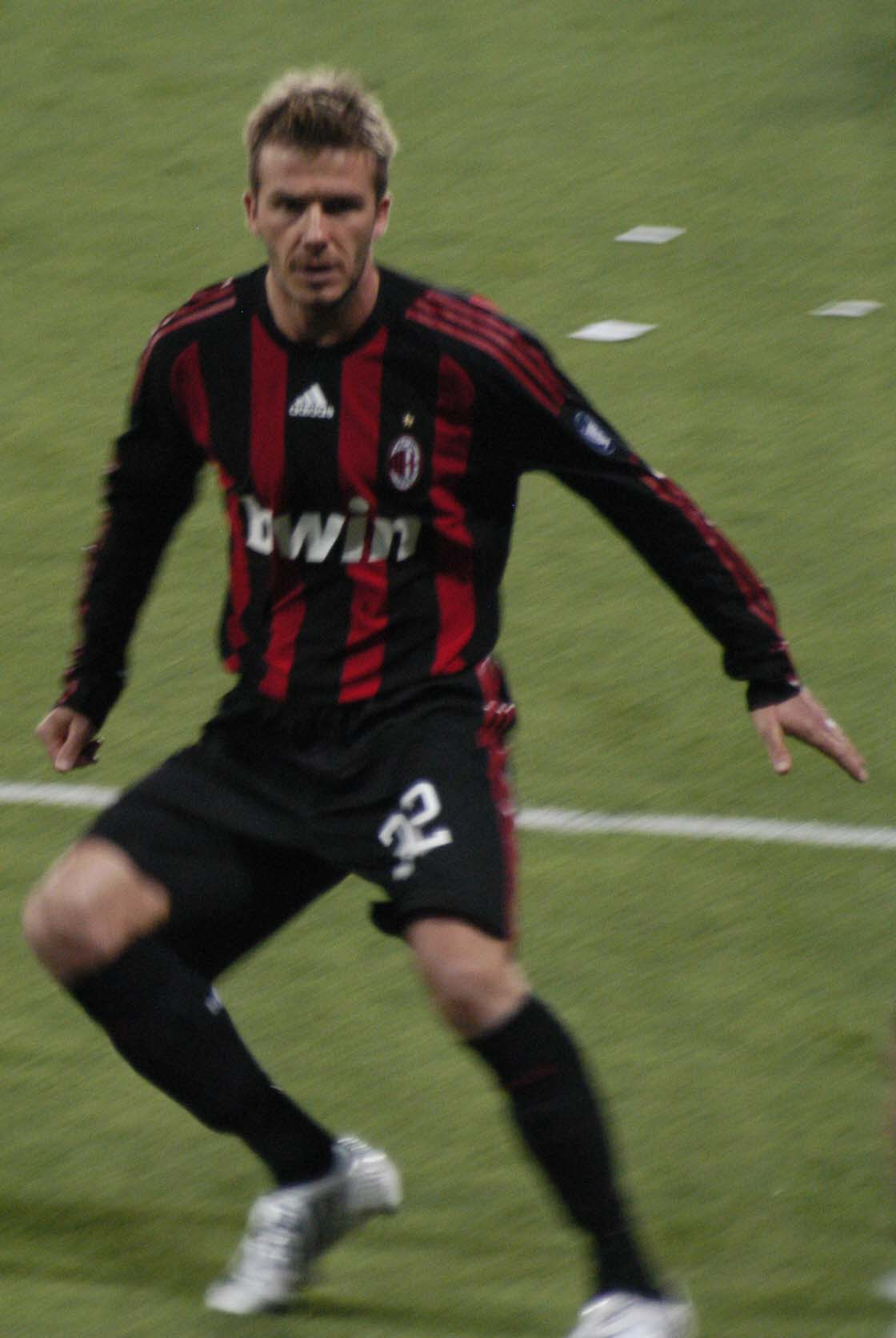
Beckham en juin 2009 avec l'AC Milan.

Dès son arrivée en Italie, l'Anglais impressionne par son travail à l'entraînement, le permettant d'être prêt physiquement à la reprise en janvier. Carlo Ancelotti le titularise d'entrée pour son premier match de Serie A contre l'AS Rome (2-2), reléguant Mathieu Flamini sur le banc. Remplissant quelque peu le rôle de récupérateur de Gattuso blessé, sa prestation est solide, tout comme la seconde face à la Fiorentina la semaine suivante. Lors du troisième match, contre Bologne, il marque son premier but sous les couleurs milanaises d'une frappe précise dans un angle fermé. Par ailleurs, sur ce match il évolue à son poste de milieu droit habituel, alors qu'il se contente de rester en retrait lors de ses deux premiers. C'est à cette occasion que Beckham commence à attirer l'attention du public milanais. Mais l'Anglais ne s'arrête pas là puisque trois jours plus tard, contre Gênes il débloque un match bridé en ouvrant le score d'un coup franc excentré sur la gauche, qui lui permet de se démarquer dans l'exercice des coups de pied arrêtés où il est en concurrence avec Andrea Pirlo. Quelques jours plus tard, Beckham se distingue à nouveau face à la Lazio de Rome par deux passes décisives pour Pato puis Massimo Ambrosini, la seconde passe étant délivrée sur un coup franc. Beckham s'avère décisif dans cette victoire des milanais 3 buts à 0. Ses bonnes performances et le cadre lui font changer d'avis sur un retour aux États-Unis et il clame alors son envie de rester. Le Milan AC songe dans un premier temps à l'acheter mais les dirigeants du Los Angeles Galaxy ne veulent pas le brader. Après de longues négociations, son prêt est finalement prolongé jusqu'au 30 juin 2009, la veille de son supposé départ. Cependant, sportivement, son mois de février 2009 est délicat tout comme son équipe. Milan est distancé en championnat et éliminé de la Coupe UEFA. Le 8 mars 2009, le jour où il annonce qu'il reste à Milan, l'Anglais livre sans doute sa meilleure prestation contre l'Atalanta Bergame (3-0). Positionné meneur de jeu en l'absence de Clarence Seedorf et de Kaká, il enchaîne gestes techniques, passes et transversales, qui lui valent une ovation à sa sortie de la part des tifosi milanais, de même que Filippo Inzaghi auteur d'un triplé. En mars 2009, à son retour de sélection, il connaît un problème à l'épaule et est laissé sur le banc contre Lecce puis la semaine suivante contre le Chievo Vérone. De retour contre le Torino FC, il réalise un de ses meilleurs matchs en délivrant deux nouvelles passes décisives à Inzaghi. Sa fin de saison est en revanche nettement plus anonyme, notamment lors du choc contre la Juventus où il est très discret. Pour son dernier match sous les couleurs milanaises contre la Fiorentina, l'Anglais prend le temps de saluer tous ses partenaires au moment de son remplacement par Gattuso à la 80e minute.
Le 14 octobre 2009, en marge d'un match avec l'Angleterre, Beckham annonce qu'un nouveau prêt à partir de janvier 2010 avec le Milan AC est fait à 95 %. Cette information est ensuite confirmée par Adriano Galliani, vice-président du Milan AC.
Beckham rejoint le Milan AC en janvier 2010, s'entraînant régulièrement avec ses coéquipiers. Son entraîneur Leonardo décide de le titulariser dès son premier match. Il réalise un bon match, même s'il ne parvient pas à marquer. Au match retour de Ligue des champions face à Manchester United, il est ovationné par Old Trafford, après avoir passé onze saisons sous le maillot des Red Devils. Le dimanche 14 mars 2010, il se blesse à l'occasion du match contre Chievo Vérone. Il est opéré pour une rupture du tendon d'Achille le lendemain, qui l'empêche de participer à la Coupe du monde de football 2010.

#### Derniers titres américains (2010-2012)
La saison 2011 de la MLS voit le Galaxy de Los Angeles terminer premier de la Conférence Ouest et de la saison régulière avec 67 points. En demi-finale de conférence, Beckham et son équipe éliminent les Red Bulls de New York de Thierry Henry. Le 7 novembre 2011, en finale contre le Real Salt Lake, le Galaxy l'emporte (3-1) et se qualifie pour la finale de la MLS 2011 contre le Dynamo de Houston. Le 10 novembre 2011, Beckham est élu dans l'équipe-type de la saison 2011 de MLS. Le 20 novembre 2011 au Home Depot Center, il remporte la Major League Soccer Cup, en battant le Dynamo de Houston (1-0).

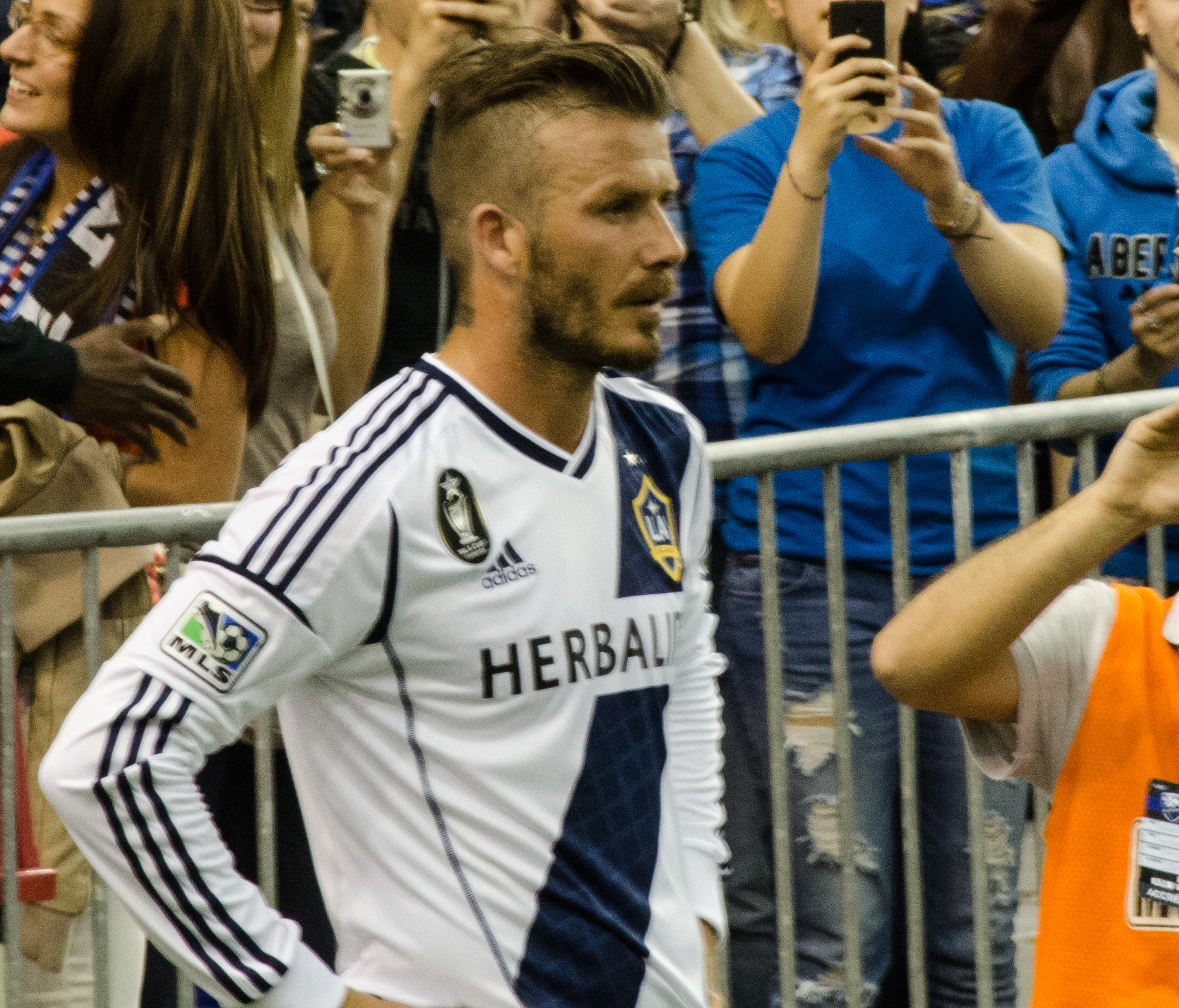
David Beckham en mai 2012 avec les Los Angeles Galaxy.

Le contrat de l'Anglais prenant fin en décembre 2011, il se retrouve sans club et après l'échec des négociations avec le Paris Saint-Germain, il prolonge son contrat de deux années avec le Galaxy de Los Angeles, le 19 janvier 2012.
Le 15 juillet 2012, Beckham réalise un doublé face aux Timbers de Portland, en MLS. Il contribue ainsi à la victoire de son équipe par cinq buts à trois.
Le 1er décembre 2012, il remporte avec le Galaxy la Coupe de la Major League Soccer contre le Dynamo de Houston pour la seconde fois consécutive sur le score de (3-1).

### Fin de carrière au Paris Saint-Germain (2013)
Beckham signe au Paris SG, le 31 janvier 2013, lors du dernier jour du mercato hivernal. Il s'engage jusqu'au 30 juin 2013 pour une rémunération de 88 100 € bruts par mois. Il promet de reverser l'intégralité de la part liquide de son salaire, 31 000 € mensuels (soit 155 000 € euros pour 5 mois), à des associations caritatives. Finalement, l'administration fiscale demandant de verser l'intégralité du salaire brut, le club verse une somme non détaillée entre 445 500 € et 950 000 € à l'hôpital Necker-Enfants malades, partenaire de la Fondation du Paris Saint-Germain, et à l'hôpital Robert-Debré, partenaire de l'association CéKeDuBonheur,,.
Le 24 février 2013, il porte pour la première fois le maillot du Paris SG en compétition officielle à l'occasion du « Classique » opposant le PSG à l'Olympique de Marseille, comptant pour la 26e journée de Ligue 1. Rentré en fin de partie, il est à l'origine du deuxième but de son équipe en lançant Jérémy Ménez qui centre pour Zlatan Ibrahimović (2-0). Il devient par la même occasion le 400e joueur à porter le maillot du Paris Saint-Germain. Trois jours plus tard, il obtient sa première titularisation avec le PSG à l'occasion des huitièmes de finale de la Coupe de France contre Marseille (2-0). Le 2 avril 2013, David Beckham débute face au FC Barcelone en quart-de-finale aller de la Ligue des champions au Parc des Princes (2-2). Il honore ainsi le 106e match de Ligue des Champions de sa carrière. Il rentre en cours de jeu lors du match retour au Camp Nou (1-1). Le 28 avril 2013, lors de la 34e journée, il reçoit son premier carton rouge en France face à Évian Thonon Gaillard, sept minutes après être entré en jeu. Le dimanche 12 mai 2013, à l'issue du match face à l'Olympique lyonnais (1-0) au Stade Gerland de Lyon, David Beckham devient champion de France avec son club. Le 16 mai 2013, après avoir décliné une proposition de prolonger son contrat d'un an, il annonce la fin de sa carrière professionnelle. Le dernier match qu'il dispute est l'avant-dernier de la saison, celui face au Stade brestois 29. Le samedi 18 mai 2013 face au Stade brestois 29, il dispute le match en tant que capitaine, le temps d'un soir. Lors de ce match, il permet à son équipe d'obtenir la victoire (3-1) et d'ouvrir la marque en décalant Chantôme pour Ibrahimović. Par la suite sur corner, il obtient sa seconde passe décisive de la saison, et la dernière de sa carrière. Lorsque le staff le prévient de sa sortie prochaine, l'Anglais craque et fond en larmes. Il sort du terrain à la 82e minute, en larmes, suppléé par Ezequiel Lavezzi. Ses coéquipiers viennent tous le réconforter et le féliciter pour sa carrière, le stade est debout pour l'ovationner et l'applaudir, tandis que les brestois l'applaudissent également.

### En équipe nationale (1996-2009)

#### Débuts internationaux (1996-2000)
Lors de la saison 1995-1996, David Beckham s'impose à Manchester United mais n'est pas sélectionné en équipe d'Angleterre pour disputer le Championnat d'Europe 1996.
Beckham fait sa première apparition en sélection le 1er septembre suivant, contre la Moldavie lors du premier match de tour préliminaire de la Coupe du monde 1998. Il prend ensuite part à tous les matchs de qualification de l'Angleterre pour le Mondial 1998.
David Beckham est destiné à participer à tous les matchs en France, mais le manager de l'équipe Glenn Hoddle l'accuse publiquement de ne pas se concentrer sur le tournoi, et Beckham est privé des deux premières rencontres. Il revient sur la pelouse lors du troisième match contre la Colombie et marque un coup franc permettant une victoire (2–0) des Anglais. En huitième-de-finale, il reçoit un carton rouge pour conduite violente contre l'Argentine. Beckham est bousculé dans le dos par Diego Simeone sur une action de jeu et, alors que l'arbitre siffle faute, Beckham toujours au sol, réagit en donnant un coup de pied derrière la jambe de Simeone qui s'écroule. L'arbitre sort un carton jaune pour l'Argentin et expulse Beckham. Simeone admet plus tard avoir exagéré pour tenter de faire sortir Beckham. Le match se termine sur une égalité et l'Angleterre est éliminée aux tirs au but. De nombreux supporters et journalistes considèrent Beckham comme responsable de l'échec de l'Angleterre. Il devient l'objet de nombreuses critiques, allant même jusqu’à la pendaison d'une poupée à son effigie dans un pub londonien. Le Daily Mirror publie une image du joueur au centre d'une cible pour fléchettes.
Beckham participe ensuite à l'Euro 2000. Il offre une passe décisive sur coup franc à Alan Shearer lors du second match de poule face à l'Allemagne pour le seul but du match (1-0) mais cela ne suffit pas à qualifier l'Angleterre pour les quarts de finale après les deux défaites lors du premier match face au Portugal (2-3) puis du troisième match décisif face à la Roumanie (2-3). C'est une déception pour l'Angleterre et Beckham, très attendus mais éliminés dès le premier tour.

#### Capitaine de laThree Lions(2000-2004)
Lors de la saison 2000-2001, Beckham reçoit le brassard de capitaine de l'équipe anglaise contre l'Italie. Son équipe s'incline par un but à zéro ce jour-là.
Après l'échec de l'Euro 2000 et la défaite à domicile contre l'Allemagne (0-1) en début des éliminatoires de la Coupe du monde 2002, la Fédération anglaise confie pour la première fois la sélection anglaise à un entraîneur étranger, le Suédois Sven-Göran Eriksson remplace Kevin Keegan. L'Angleterre obtient alors une retentissante victoire 5-1 en Allemagne. L'Angleterre termine première de son groupe de qualification qui comprend donc l'Allemagne, la Finlande, la Grèce et l'Albanie devant l'Allemagne grâce à un nul 2-2 contre la Grèce, lors du dernier match, grâce à coup franc direct de Beckham à la dernière minute.
Avec un 1-1 contre la Suède, un 1-0 contre l'Argentine et un 0-0 contre le Nigeria, l'Angleterre termine deuxième de son groupe à égalité de points avec les Suédois lors du mondial 2002. David Beckham, expulsé en 1998 contre les Argentins, prend sa revanche lorsqu'il inscrit le penalty victorieux. En huitième de finale contre le Danemark, l'Angleterre se qualifie facilement sur le score de 3-0. L'Angleterre est éliminée en quarts de finale par le Brésil, futur vainqueur.

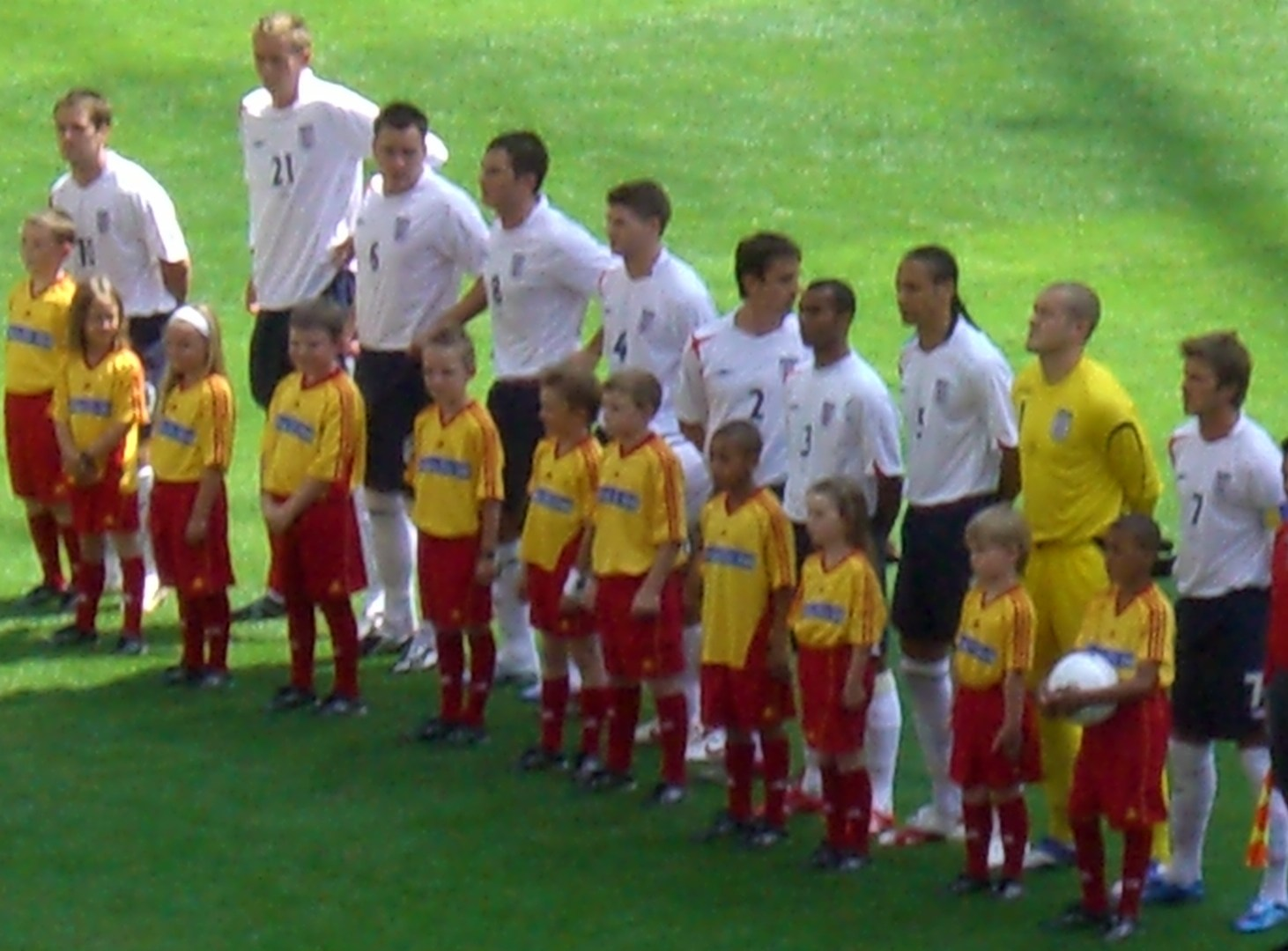
L'équipe d'Angleterre lors du Mondial 2006. Beckham (à droite) est capitaine.

Les Anglais terminent à la première position en restant invaincus dans leur groupe de qualifications pour l'Euro 2004. Le premier match du championnat d'Europe commence comme finit l'Euro 2000 pour l'Angleterre : défaite dans les arrêts de jeu. Alors mené d'un but contre la France, Fabien Barthez repousse un penalty de David Beckham à la 80e minute. L'Angleterre s'incline donc 1-2 contre les Français mais se reprend contre la Suisse (3-0) et la Croatie (4-2). Malgré un jeu convaincant et une belle résistance, l'Angleterre est éliminée en quart de finale aux tirs au but après un match nul 2-2 face au Portugal. Beckham joue tous les matchs de l'Angleterre.

#### Mondial 2006 et fin progressive (2005-2009)

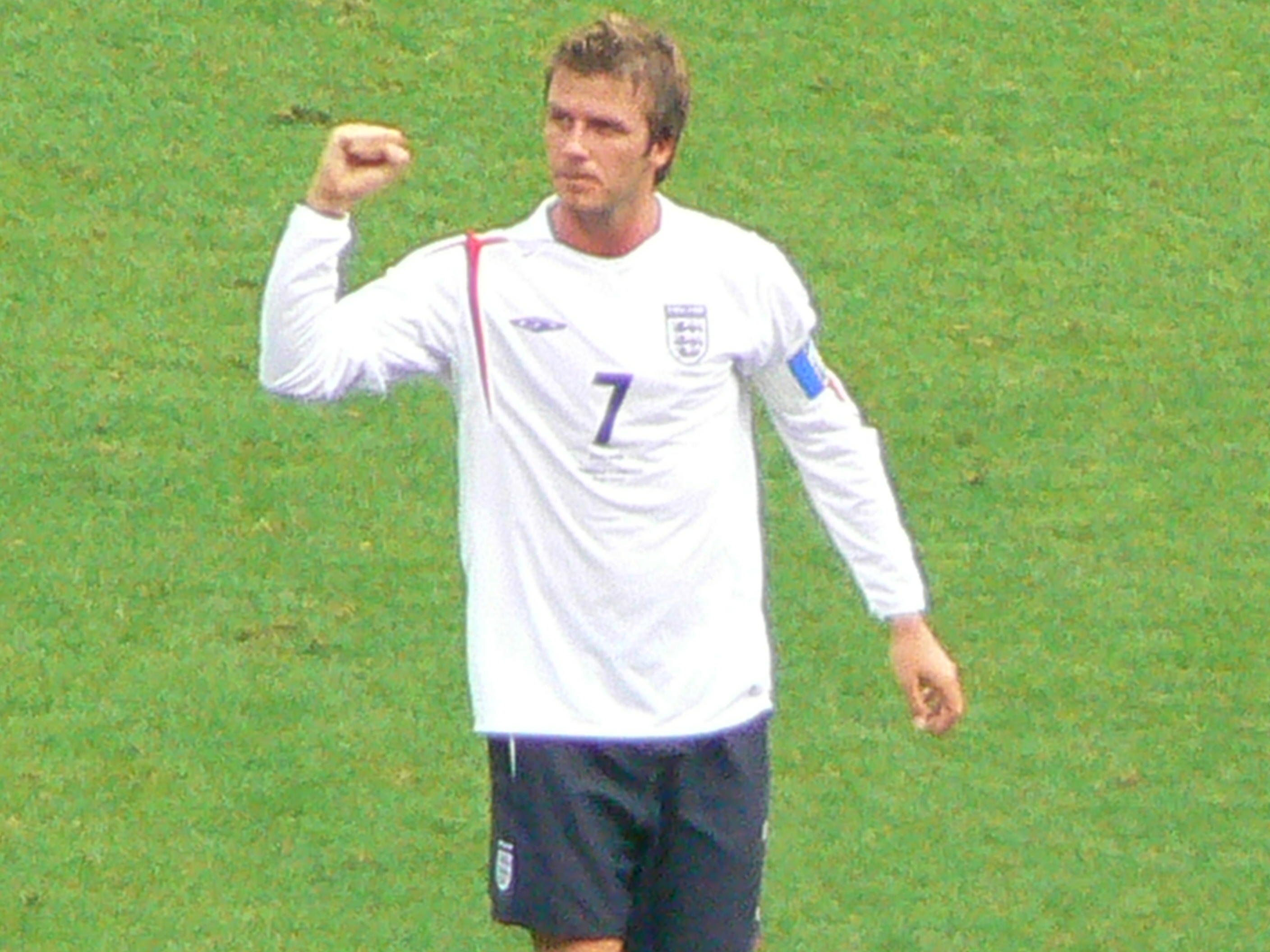
David Beckham à la Coupe du monde 2006.

En octobre 2005, le carton rouge reçu par Beckham contre l'Autriche en fait le premier capitaine anglais de l'histoire à être expulsé.
Durant la Coupe du monde FIFA 2006, l'Angleterre est considérée par beaucoup comme un potentiel vainqueur, mais, dès le début de la compétition, les performances de l'équipe sont jugées moyennes et ce notamment en raison du manque de vitesse dans le jeu. Beckham est critiqué par la presse et une partie du public pour son niveau de jeu. Lors du premier match opposant l'équipe britannique au Paraguay, Beckham tire un coup franc qui contraint Carlos Gamarra à marquer contre son camp, offrant la victoire à l'Angleterre (1-0). Dans le match suivant, opposé à Trinité-et-Tobago, l'action de Beckham à la 83e permet à Peter Crouch de marquer. Beckham offre également une passe décisive à Steven Gerrard, achevant le match sur une victoire (2-0). Il est ainsi nommé « Homme du match » par le sponsor Budweiser. Les médias britanniques critiquent la performance de Beckham lors du dernier match du groupe B contre la Suède (2-2), rappelant son apparente incapacité à récupérer la balle dans les jambes adverses, ce qui fait obstacle à la victoire de l'Angleterre. Au cours du second tour contre l'Équateur, Beckham marque sur coup franc à la 59e minute, devenant le premier joueur anglais à marquer dans trois Coupes du monde différentes. Il offre ainsi à l'Angleterre une victoire (1-0) et une place en quart de finale. Malade avant le match, il vomit plusieurs fois pour cause de déshydratation après son but. En quart de finale, contre le Portugal, Beckham est remplacé peu après la mi-temps en raison d'une blessure. L'équipe anglaise est vaincue aux tirs au but (3-1), ayant fait match nul (0-0) avant le temps additionnel. Après son remplacement, Beckham est visiblement affecté de n'avoir pas pu jouer, allant jusqu’à pleurer.
Le jour suivant l'élimination, en conférence de presse, David Beckham déclare : « Ce fut un honneur et un privilège d'être capitaine de l'équipe de mon pays, mais, ayant tenu cette position pendant 58 de mes 95 matchs, je sens qu'il est temps de passer le brassard puisqu'on entre dans une nouvelle ère avec Steve McClaren. »
Ayant freiné son activité de capitaine après la Coupe du monde, Beckham abandonne complètement l'équipe anglaise, coachée par le nouveau manager Steve McClaren à partir du 11 août 2006. McClaren déclare être « en recherche d'autres directions » avec son équipe, et que Beckham « n'est pas inclus dedans ». McClaren assure cependant que Beckham sera rappelé dans un futur proche ou lointain. Shaun Wright-Phillips, Kieran Richardson et, le remplaçant de Beckham, Aaron Lennon sont tous concernés, et se battent pour la place à l'aile droite, où évolue aussi Steven Gerrard. Début septembre 2006, des rumeurs selon lesquelles McClaren rappellerait Beckham après la blessure de Lennon et qu'Owen Hargreaves se brise la jambe. Cependant, en dépit de la pression médiatique et de personnages importants du sport, tels Bobby Robson, Glenn Hoddle, Mark Lawrenson et Alan Hansen qui défendent tous l'idée qu'il devrait être dans l'équipe, McClaren ne rappelle pas Beckham. En décembre 2006, le sélectionneur anglais déclare que Steven Gerrard a remplacé le rôle de Beckham dans l'équipe : « On sait tout de David Beckham et de son travail du côté droit. Mais le jeu et les passes de Stevie sont aussi bonnes que celles de qui que ce soit dans le monde ».
Après une bonne fin de saison 2006-2007, Beckham retrouve sa place en sélection pour le match amical contre le Brésil où il fait une passe décisive sur coup franc (1-1), et le match crucial pour les éliminatoires pour l'Euro 2008 en octobre 2007 contre l'Estonie (3-0) où il donne deux passes décisives, sauvant du même coup la place de l'entraîneur.
Le 12 décembre 2007, Fabio Capello est nommé sélectionneur de l'équipe d'Angleterre. Comme son prédécesseur, sa première décision importante est d'écarter Beckham de l'équipe, laissant l'ancien capitaine à 99 sélections et provoquant une campagne de presse hostile de la part de médias qui lui reprochent de ne pas le laisser atteindre le seuil cent sélections.

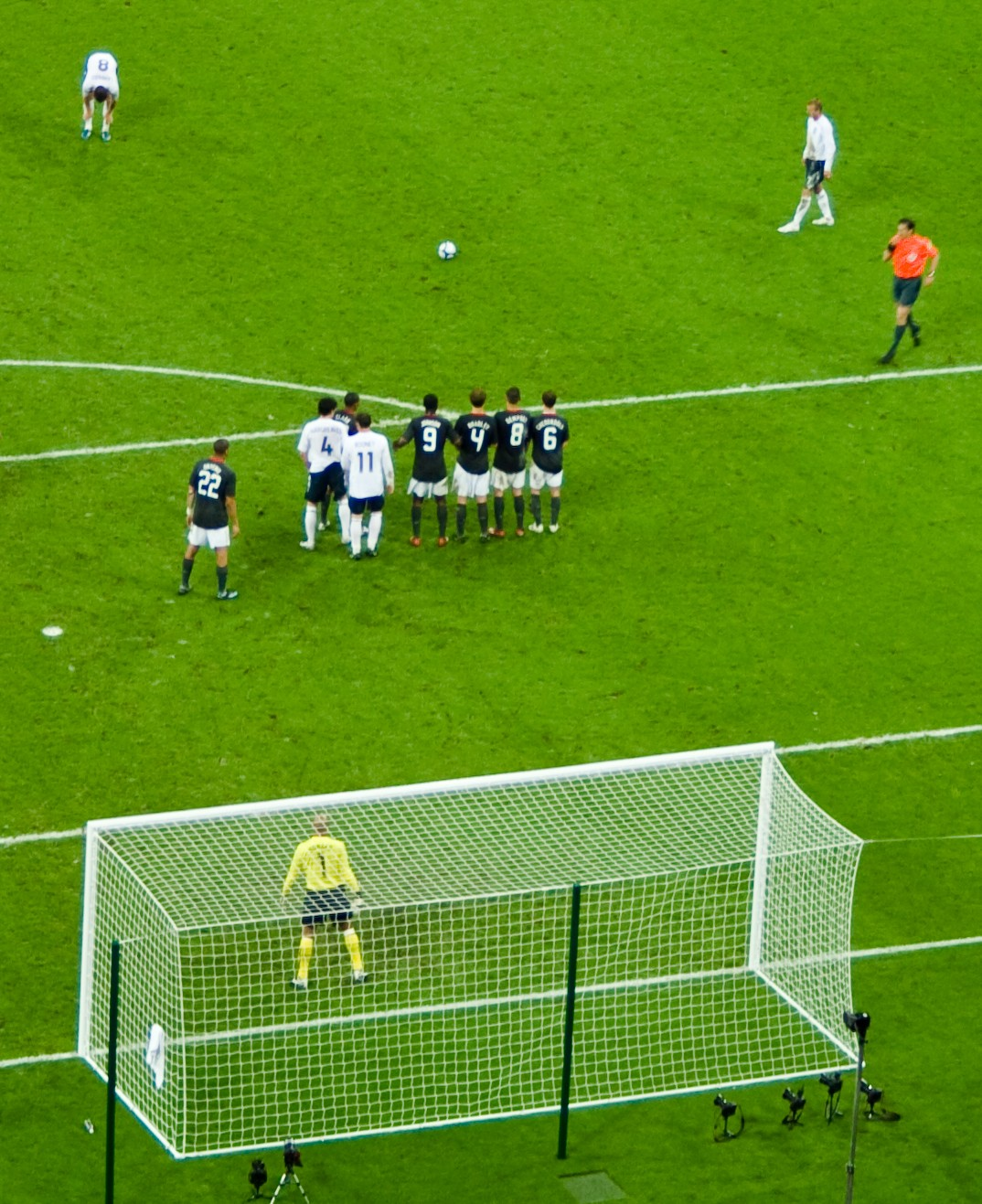
Beckham s'apprêtant à tirer un coup franc avec l'Angleterre en mai 2008.

Le 26 mars 2008, Beckham rentre dans la légende du football anglais en dépassant le cap des cent sélections en équipe nationale, en match amical contre la France au Stade de France où il reçoit une ovation de la part des supporters des deux camps. Seuls quatre joueurs anglais avant lui ont le privilège d'accéder à ce club très fermé.
Le 28 mars 2009, Beckham établit un nouveau record de sélections en jouant contre la Slovaquie, pour le compte de la phase d'éliminatoires de la Coupe du monde 2010, battant le précédent record pour un joueur de champ, détenu par Bobby Charlton.
Le 14 octobre 2009, en marge du match Angleterre-Biélorussie, victoire (3-0) comptant pour la qualification pour la Coupe du monde 2010, (qui est son dernier match en équipe nationale d'Angleterre), Beckham annonce qu'un nouveau prêt à partir de janvier 2010 avec le Milan AC est fait à 95 %, ce qui laisse à penser que Beckham rejoue bien en Italie en vue de préparer le Mondial 2010 en Afrique du Sud.
Le dimanche 14 mars 2010, il se blesse à l'occasion du match Milan AC-Chievo Vérone. Opéré pour une rupture du tendon d'Achille le lendemain, il ne participe pas à la Coupe du monde de football 2010, mais accompagne tout de même ses coéquipiers en juin 2010 en Afrique du Sud.
David Beckham ne rejoue jamais pour l'Angleterre dont il est le deuxième joueur le plus capé de l'histoire avec 115 sélections derrière Peter Shilton (125) ainsi que membre du top 30 des meilleurs buteurs (27e). Beckham est aussi le quatrième joueur ayant été le plus souvent capitaine de l'Angleterre en ayant disputé 59 matchs avec le brassard. Devant lui figurent Billy Wright et Bobby Moore (90) puis Bryan Robson (65).

### Reconversion (depuis 2013)

#### Propriétaire de l'Inter Miami CF
En janvier 2018, David Beckham annonce la création d'une équipe de football à Miami. Cette acquisition résulte d'une récompense donnée par les dirigeants de la Major League Soccer en 2007 après sa venue au Galaxy de Los Angeles : le droit de créer une franchise à prix réduit (25 millions de dollars contre 150 millions). Malgré la forte opposition de certains habitants quant à la construction d'un stade, Beckham présente quelques mois plus tard le Miami Freedom Park : un complexe sportif abritant un stade à 25 000 places, plusieurs terrains en accès libre, des bureaux ainsi que des restaurants pour un montant estimé à un milliard de dollars.
En août 2018, Beckham reçoit le Prix du Président de l'UEFA 2018, pour l'ensemble de sa carrière et sa contribution au sport. Il est le troisième Anglais à recevoir cette distinction après Sir Bobby Robson (2002) et Sir Bobby Charlton (2008). « C'est un honneur pour moi de recevoir le Prix du Président de l'UEFA », a déclaré David Beckham. « Au cours de ma carrière, je me suis toujours donné à 100 %, j'ai toujours cherché à respecter des valeurs telles que le travail d'équipe et le fair play, et je suis fier de rejoindre les rangs des illustres joueurs ayant reçu cette distinction ».
« Ma carrière dans le football m'a permis de participer activement à l'amélioration des conditions de vie de nombreux enfants dans le monde entier, en coopération avec l'UNICEF, et je suis très heureux de pouvoir aider la collectivité », a-t-il expliqué. « Quand les gens ont confiance en vous, vous avez confiance en vous-même. En apportant son soutien aux enfants en général, et aux petites filles en particulier, ma fondation, 7 David Beckham, les aide à exploiter leur potentiel. »
Le 5 septembre 2018, il dévoile le logo ainsi que le nom de sa franchise : Inter Miami FC. Il précise sur ses différents réseaux sociaux que « c'est un nom qui célèbre l'incroyable énergie d'une des villes les plus enthousiasmantes au monde, sa diversité, sa passion, ses ambitions ».

## Style de jeu: milieu passeur polyvalent

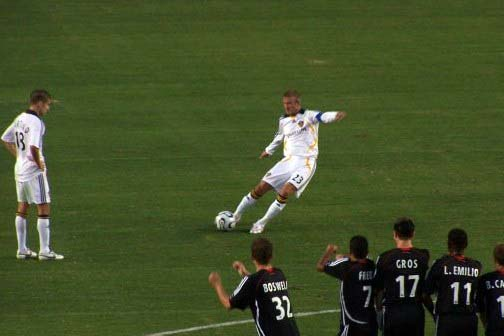
Beckham marque son premier but pour les LA Galaxy sur coup franc.

Beckham se démarque des autres joueurs avec son profil technique particulier. Au début des années 2000, il est probablement un des joueurs les plus précis au monde dans le jeu long. Outre sa position de corps particulière lorsqu'il pratique ses ouvertures, centres ou coups francs, l'incurvation qu'il donne à la balle fait aussi sa spécificité. Beckham ne montre souvent que par à-coups certaines de ses aptitudes. Il possède la faculté de centrer à l'arrêt sans avoir besoin de déborder. Ses qualités de contrôle sont également remarquées. Concernant sa vitesse, il éprouve des difficultés à accélérer, notamment dans son couloir, bien qu'il ne soit pas spécialement lent balle au pied. Beckham est également célèbre pour ses coups francs. Sa technique consiste à faire monter très haut la balle pour qu'elle redescende au dernier moment sur la tête d'un attaquant, la rendant inaccessible aux défenseurs et au gardien. Ce qui le rend également dangereux dans les positions excentrées est sa capacité à pouvoir marquer directement grâce à la courbe donnée à la balle.
David Beckham est un milieu de terrain polyvalent capable d'évoluer dans l'axe ou à droite. Cependant, en dehors de sa période de Manchester où il occupe toujours le flanc droit, le Spice Boy a du mal à se spécialiser à un poste. En tant que milieu offensif droit, son manque de vitesse et son manque d'adresse dans le dribble le rendent moins incontournable à ce poste. En tant que milieu axial, milieu relayeur ou meneur de jeu, sa qualité dans le jeu court n'est pas à la hauteur de son jeu long, et il ne possède pas la panoplie technique des vrais meneurs de jeu, ni l'agressivité et l'assurance dans le tacle des milieux défensifs. De ce fait, lors de ses passages à Madrid et Milan, il est positionné à divers postes selon les besoins de ses entraîneurs, ces derniers sachant par ailleurs qu'ils peuvent se fier au professionnalisme de « Becks ».
David Beckham est connu pour avoir collectionné les cartons jaunes et rouges au cours de sa carrière (onze expulsions dans toute sa carrière en club et 164 cartons jaunes), menant à plus ou moins de controverses. Il est le premier capitaine de la sélection anglaise à être expulsé, ainsi que le premier joueur anglais à recevoir deux cartons rouges,. Le carton rouge de Beckham le plus célèbre lui est donné pendant la Coupe du monde 1998 : après avoir provoqué l'Argentin Diego Simeone, Beckham tente un croche-pieds au défenseur argentin. L'Angleterre ne remporte pas le match et Beckham est vilipendé à son retour au pays.

## Statistiques

### Générales par saison
David Beckham marque 17 buts en 113 matches européens. Il en inscrit quinze en 83 matches pour Manchester United plus un match lors de la Supercoupe de l'UEFA 1999, puis deux buts en 28 matches pour le Real Madrid et enfin aucun but en quatre matchs pour le Milan AC.
Le tableau ci-dessous illustre les statistiques de David Beckham durant sa carrière professionnelle,,,.
| Saison                | Club                     | Championnat           | Championnat | Championnat | Championnat | Coupe nationale | Coupe nationale | Coupe nationale | Coupe de la Ligue | Coupe de la Ligue | Coupe de la Ligue | Supercoupe | Supercoupe | Supercoupe | Compétition(s) continentale(s) | Compétition(s) continentale(s) | Compétition(s) continentale(s) | Compétition(s) continentale(s) | Supercoupe UEFA | Supercoupe UEFA | Supercoupe UEFA | Coupe Intercontinentale | Coupe Intercontinentale | Coupe Intercontinentale | Coupe du monde des clubs/Plays-off | Coupe du monde des clubs/Plays-off | Coupe du monde des clubs/Plays-off | Angleterre | Angleterre | Angleterre | Total | Total | Total |
| Saison                | Club                     | Division              | M.          | B.          | P.d.        | M.              | B.              | P.d.            | M.                | B.                | P.d.              | M.         | B.         | P.d.       | Comp.                          | M.                             | B.                             | P.d.                           | M.              | B.              | P.d.            | M.                      | B.                      | P.d.                    | M.                                 | B.                                 | P.d.                               | M.         | B.         | P.d.       | M.    | B.    | P.d.  |
| 1992-1993             | Manchester United        | Premier League        | 0           | 0           | 0           | -               | -               | -               | 1                 | 0                 | 0                 | -          | -          | -          | -                              | -                              | -                              | -                              | -               | -               | -               | -                       | -                       | -                       | -                                  | -                                  | -                                  | -          | -          | -          | 1     | 0     | 0     |
| 1993-1994             | Manchester United        | Premier League        | 0           | 0           | 0           | -               | -               | -               | -                 | -                 | -                 | -          | -          | -          | -                              | -                              | -                              | -                              | -               | -               | -               | -                       | -                       | -                       | -                                  | -                                  | -                                  | -          | -          | -          | 0     | 0     | 0     |
| 1994-1995             | Manchester United        | Premier League        | 4           | 0           | 1           | 2               | 0               | 0               | 3                 | 0                 | 1                 | -          | -          | -          | C1                             | 1                              | 1                              | 1                              | -               | -               | -               | -                       | -                       | -                       | -                                  | -                                  | -                                  | -          | -          | -          | 10    | 1     | 3     |
| 1995-1996             | Manchester United        | Premier League        | 33          | 7           | 6           | 3               | 1               | 0               | 2                 | 0                 | 0                 | -          | -          | -          | C3                             | 2                              | 0                              | 0                              | -               | -               | -               | -                       | -                       | -                       | -                                  | -                                  | -                                  | -          | -          | -          | 40    | 8     | 6     |
| 1996-1997             | Manchester United        | Premier League        | 36          | 8           | 8           | 2               | 1               | 0               | -                 | -                 | -                 | 1          | 1          | 2          | C1                             | 10                             | 2                              | 1                              | -               | -               | -               | -                       | -                       | -                       | -                                  | -                                  | -                                  | 9          | 0          | 1          | 58    | 12    | 12    |
| 1997-1998             | Manchester United        | Premier League        | 37          | 9           | 13          | 4               | 2               | 3               | -                 | -                 | -                 | 1          | 0          | 0          | C1                             | 8                              | 0                              | 5                              | -               | -               | -               | -                       | -                       | -                       | -                                  | -                                  | -                                  | 9          | 1          | 1          | 59    | 12    | 22    |
| 1998-1999             | Manchester United        | Premier League        | 34          | 6           | 11          | 7               | 1               | 0               | 1                 | 0                 | 0                 | 1          | 0          | 0          | C1                             | 12                             | 2                              | 8                              | -               | -               | -               | -                       | -                       | -                       | -                                  | -                                  | -                                  | 5          | 0          | 0          | 60    | 9     | 19    |
| 1999-2000             | Manchester United        | Premier League        | 31          | 6           | 15          | -               | -               | -               | -                 | -                 | -                 | 1          | 0          | 1          | C1                             | 12                             | 2                              | 4                              | 1               | 0               | 0               | 1                       | 0                       | 0                       | 2                                  | 0                                  | 0                                  | 11         | 0          | 4          | 59    | 8     | 24    |
| 2000-2001             | Manchester United        | Premier League        | 31          | 9           | 12          | 2               | 0               | 1               | -                 | -                 | -                 | 1          | 0          | 0          | C1                             | 12                             | 0                              | 2                              | -               | -               | -               | -                       | -                       | -                       | -                                  | -                                  | -                                  | 8          | 3          | 0          | 54    | 12    | 15    |
| 2001-2002             | Manchester United        | Premier League        | 28          | 11          | 8           | 1               | 0               | 1               | -                 | -                 | -                 | 1          | 0          | 0          | C1                             | 13                             | 5                              | 5                              | -               | -               | -               | -                       | -                       | -                       | -                                  | -                                  | -                                  | 12         | 3          | 5          | 55    | 19    | 19    |
| 2002-2003             | Manchester United        | Premier League        | 31          | 6           | 9           | 3               | 1               | 1               | 5                 | 1                 | 2                 | -          | -          | -          | C1                             | 13                             | 3                              | 4                              | -               | -               | -               | -                       | -                       | -                       | -                                  | -                                  | -                                  | 6          | 4          | 1          | 58    | 15    | 17    |
| Sous-total            | Sous-total               | Sous-total            | 265         | 62          | 83          | 24              | 6               | 6               | 12                | 1                 | 3                 | 6          | 1          | 3          | -                              | 83                             | 15                             | 30                             | 1               | 0               | 0               | 1                       | 0                       | 0                       | 2                                  | 0                                  | 0                                  | 60         | 11         | 12         | 454   | 96    | 137   |
| 1995                  | Preston North End (prêt) | D3                    | 5           | 2           | 1           | -               | -               | -               | -                 | -                 | -                 | -          | -          | -          | -                              | -                              | -                              | -                              | -               | -               | -               | -                       | -                       | -                       | -                                  | -                                  | -                                  | -          | -          | -          | 5     | 2     | 1     |
| Sous-total            | Sous-total               | Sous-total            | 5           | 2           | 1           | -               | -               | -               | -                 | -                 | -                 | -          | -          | -          | -                              | -                              | -                              | -                              | -               | -               | -               | -                       | -                       | -                       | -                                  | -                                  | -                                  | -          | -          | -          | 5     | 2     | 1     |
| 2003-2004             | Real Madrid              | Primera División      | 32          | 3           | 11          | 5               | 2               | -               | -                 | -                 | -                 | 2          | 1          | 1          | C1                             | 7                              | 1                              | 3                              | -               | -               | -               | -                       | -                       | -                       | -                                  | -                                  | -                                  | 12         | 2          | 4          | 58    | 9     | 19    |
| 2004-2005             | Real Madrid              | Primera División      | 30          | 4           | 6           | -               | -               | -               | -                 | -                 | -                 | -          | -          | -          | C1                             | 8                              | 0                              | 1                              | -               | -               | -               | -                       | -                       | -                       | -                                  | -                                  | -                                  | 9          | 3          | 4          | 47    | 7     | 11    |
| 2005-2006             | Real Madrid              | Primera División      | 31          | 3           | 12          | 6               | 1               | -               | -                 | -                 | -                 | -          | -          | -          | C1                             | 7                              | 1                              | 3                              | -               | -               | -               | -                       | -                       | -                       | -                                  | -                                  | -                                  | 13         | 1          | 8          | 57    | 6     | 23    |
| 2006-2007             | Real Madrid              | Primera División      | 23          | 2           | 5           | 2               | 1               | -               | -                 | -                 | -                 | -          | -          | -          | C1                             | 6                              | 0                              | 0                              | -               | -               | -               | -                       | -                       | -                       | -                                  | -                                  | -                                  | 2          | 0          | 3          | 33    | 3     | 8     |
| Sous-total            | Sous-total               | Sous-total            | 116         | 13          | 34          | 13              | 4               | -               | -                 | -                 | -                 | 2          | 1          | 1          | -                              | 28                             | 2                              | 7                              | -               | -               | -               | -                       | -                       | -                       | -                                  | -                                  | -                                  | 36         | 6          | 19         | 195   | 26    | 61    |
| 2007                  | Los Angeles Galaxy       | MLS                   | 5           | 0           | 2           | -               | -               | -               | -                 | -                 | -                 | -          | -          | -          | SL                             | 2                              | 1                              | 0                              | -               | -               | -               | -                       | -                       | -                       | -                                  | -                                  | -                                  | 3          | 0          | 2          | 10    | 1     | 4     |
| 2008                  | Los Angeles Galaxy       | MLS                   | 25          | 5           | 10          | -               | -               | -               | -                 | -                 | -                 | -          | -          | -          | -                              | -                              | -                              | -                              | -               | -               | -               | -                       | -                       | -                       | -                                  | -                                  | -                                  | 8          | 0          | 2          | 33    | 5     | 12    |
| 2009                  | Los Angeles Galaxy       | MLS                   | 11          | 2           | 3           | -               | -               | -               | -                 | -                 | -                 | -          | -          | -          | -                              | -                              | -                              | -                              | -               | -               | -               | -                       | -                       | -                       | 3                                  | 0                                  | 0                                  | 5          | 0          | 2          | 19    | 2     | 5     |
| 2010                  | Los Angeles Galaxy       | MLS                   | 7           | 2           | 1           | -               | -               | -               | -                 | -                 | -                 | -          | -          | -          | -                              | -                              | -                              | -                              | -               | -               | -               | -                       | -                       | -                       | 3                                  | 0                                  | 2                                  | -          | -          | -          | 10    | 2     | 3     |
| 2011                  | Los Angeles Galaxy       | MLS                   | 26          | 2           | 15          | -               | -               | -               | -                 | -                 | -                 | -          | -          | -          | LCC                            | 4                              | 0                              | 0                              | -               | -               | -               | -                       | -                       | -                       | 4                                  | 0                                  | 3                                  | -          | -          | -          | 34    | 2     | 18    |
| 2012                  | Los Angeles Galaxy       | MLS                   | 24          | 7           | 9           | -               | -               | -               | -                 | -                 | -                 | -          | -          | -          | LCC+LCC                        | 2+1                            | 0+1                            | 0                              | -               | -               | -               | -                       | -                       | -                       | 6                                  | 0                                  | 0                                  | -          | -          | -          | 33    | 8     | 9     |
| Sous-total            | Sous-total               | Sous-total            | 98          | 18          | 40          | -               | -               | -               | -                 | -                 | -                 | -          | -          | -          | -                              | 9                              | 2                              | 0                              | -               | -               | -               | -                       | -                       | -                       | 16                                 | 0                                  | 5                                  | 16         | 0          | 6          | 139   | 20    | 51    |
| 2009                  | Milan AC (prêt)          | Serie A               | 18          | 2           | 6           | -               | -               | -               | -                 | -                 | -                 | -          | -          | -          | C3                             | 2                              | 0                              | 0                              | -               | -               | -               | -                       | -                       | -                       | -                                  | -                                  | -                                  | 3          | 0          | 1          | 23    | 2     | 7     |
| 2010                  | Milan AC (prêt)          | Serie A               | 11          | 0           | 1           | -               | -               | -               | -                 | -                 | -                 | -          | -          | -          | C1                             | 2                              | 0                              | 0                              | -               | -               | -               | -                       | -                       | -                       | -                                  | -                                  | -                                  | -          | -          | -          | 13    | 0     | 1     |
| Sous-total            | Sous-total               | Sous-total            | 29          | 2           | 7           | -               | -               | -               | -                 | -                 | -                 | -          | -          | -          | -                              | 4                              | 0                              | 0                              | -               | -               | -               | -                       | -                       | -                       | -                                  | -                                  | -                                  | 3          | 0          | 1          | 36    | 2     | 8     |
| 2013                  | Paris Saint-Germain      | Ligue 1               | 10          | 0           | 2           | 2               | 0               | 0               | -                 | -                 | -                 | -          | -          | -          | C1                             | 2                              | 0                              | 0                              | -               | -               | -               | -                       | -                       | -                       | -                                  | -                                  | -                                  | -          | -          | -          | 14    | 0     | 2     |
| Sous-total            | Sous-total               | Sous-total            | 10          | 0           | 2           | 2               | 0               | 0               | -                 | -                 | -                 | -          | -          | -          | -                              | 2                              | 0                              | 0                              | -               | -               | -               | -                       | -                       | -                       | -                                  | -                                  | -                                  | -          | -          | -          | 14    | 0     | 2     |
| Total sur la carrière | Total sur la carrière    | Total sur la carrière | 523         | 97          | 167         | 39              | 10              | 6               | 12                | 1                 | 3                 | 8          | 2          | 4          | -                              | 126                            | 19                             | 37                             | 1               | 0               | -               | 1                       | 0                       | -                       | 18                                 | 0                                  | 5                                  | 115        | 17         | 38         | 843   | 146   | 260   |

### Détails des sélections et buts avec l'Angleterre
| Compétition    | MJ  | V  | N  | D  |
| -------------- | --- | -- | -- | -- |
| Coupe du monde | 13  | 6  | 5  | 2  |
| Euro           | 7   | 3  | 1  | 3  |
| Qualif. CdM    | 32  | 27 | 2  | 3  |
| Qualif. Euro   | 16  | 10 | 4  | 2  |
| Match amical   | 47  | 23 | 13 | 11 |
| Total          | 115 | 69 | 25 | 21 |

David Beckham joue à cent quinze reprises pour l'équipe d'Angleterre de football avec qui il inscrit 17 buts. Il connaît sa première victoire dès ses débuts face à l'équipe de Moldavie, le 1er septembre 1996 en éliminatoires pour la Coupe du monde 1998. En 1997, il remporte le Tournoi de France.
C'est d'ailleurs durant la phase finale de cette compétition qu'il inscrit son premier but contre la Colombie au Stade Félix-Bollaert de Lens à l'occasion de sa 17e sélection. Il faut attendre plus de deux ans et sa 39e cape pour voir Beckham à nouveau marquer sous le maillot anglais, c'est à Anfield à Liverpool contre la Finlande en éliminatoires de la Coupe du monde 2002 où il offre la victoire à son équipe en inscrivant le dernier but du match (2-1).
En cent quinze sélections, David Beckham connaît 68 victoires, 26 matchs nuls et 21 défaites. Il connaît ses trois plus larges victoires contre le Luxembourg le 4 septembre 1999, la Jamaïque le 3 juin 2006 et Andorre le 10 juin 2009, à chaque fois sur le score de six buts à zéro. Son revers le plus important a lieu le 17 août 2005 à Copenhague contre le Danemark, en match amical (4-1). Beckham n'inscrit jamais plus d'un but en match mais inscrit douze de ses 17 buts en un peu plus de deux ans dont six en huit sélections entre octobre 2002 et septembre 2003. Lorsque Beckham marque, l'Angleterre n'a jamais perdu un match.

## Palmarès

### En club
| Manchester United (13) | Real Madrid (2) | Los Angeles Galaxy (7) | Paris Saint-Germain (1)          |
| --- | --- | --- | -------------------------------- |
| - Premier League (6) - Champion en 1996, 1997, 1999, 2000, 2001 et 2003 - Vice-champion en 1995 et 1998 - Coupe d'Angleterre (2) - Vainqueur en 1996 et 1999 - Finaliste en 1995 - Community Shield (2) - Vainqueur en 1996 et 1997 - Finaliste en 1998, 1999, 2000 et 2001 - Ligue des Champions (1) - Vainqueur en 1999 - Coupe intercontinentale (1) - Vainqueur en 1999 - FA Youth Cup (1) - Vainqueur en 1992 - Coupe de la Ligue (0) - Finaliste en 2003 - Supercoupe de l'UEFA (0) - Finaliste en 1999 | - La Liga (1) - Champion en 2007 - Vice-champion en 2005 et 2006 - Supercoupe d'Espagne (1) - Vainqueur en 2003 - Coupe d'Espagne (0) - Finaliste en 2004 | - Conférence Ouest de la MLS (3) - Champion en 2009, 2010 et 2011 - Coupe MLS (2) - Vainqueur en 2011 et 2012 - Finaliste en 2009 - MLS Supporters' Shield (2) - Vainqueur en 2010 et 2011 | - Ligue 1 (1) - Champion en 2013 |

### Distinctions personnelles
- 2e au Ballon d'or en 1999
- Onze d'Argent en 1999
- Onze de Bronze en 2003

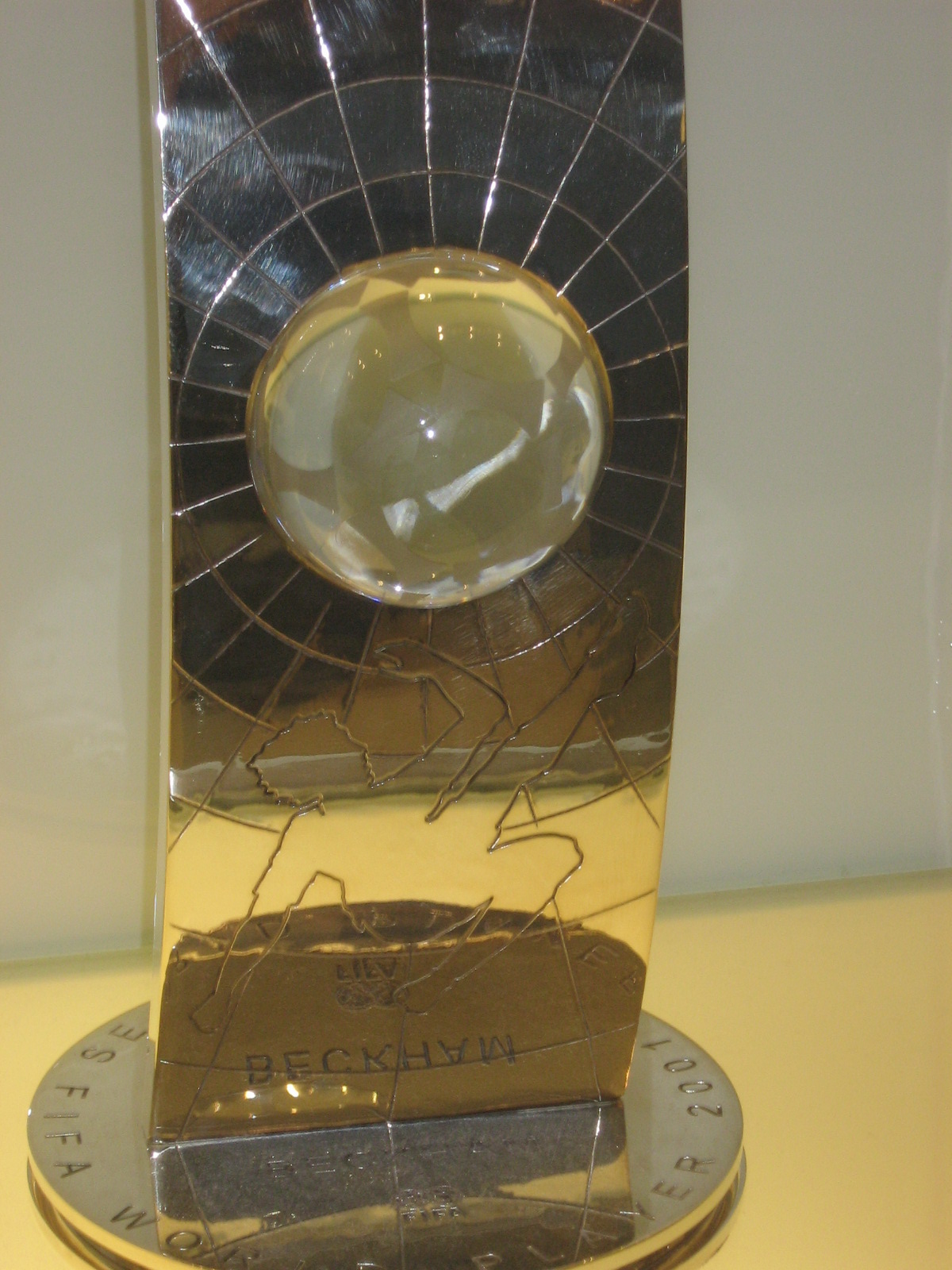
Trophée de David Beckham, second meilleur footballeur de l'année FIFA en 1999.

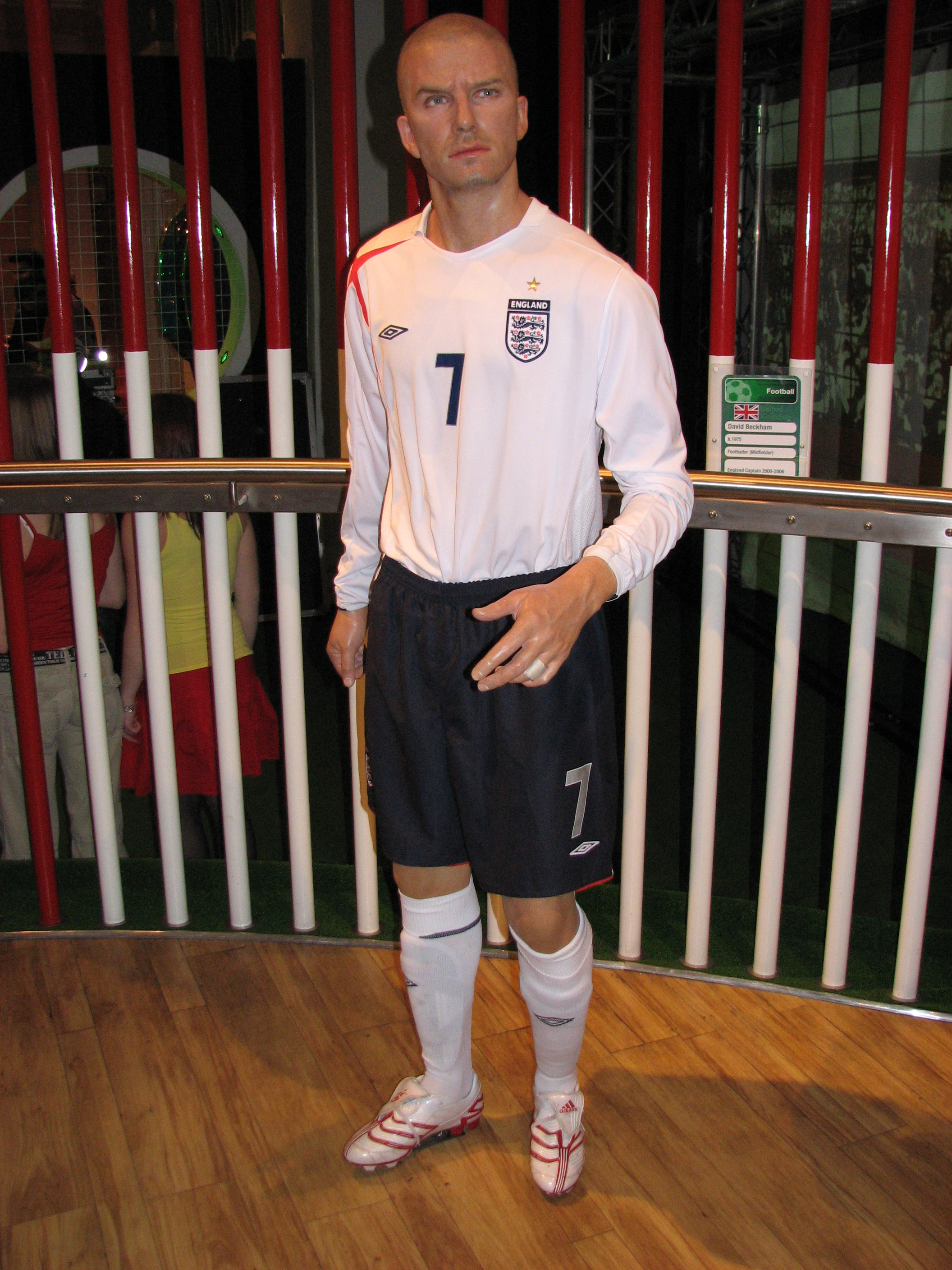
David Beckham au musée Madame Tussaud Londres

- Meilleur footballeur de l'année UEFA en 1999
- Deuxième Meilleur footballeur de l'année FIFA en 1999 et 2001
- Meilleur milieu de terrain de l'année UEFA en 1999
- Trophée Sir Matt Busby en 1997
- Prix ESPY du meilleur joueur de l'année en 2004
- Joueur de l’année de la Major League Soccer (ESPY Award) en 2008 et 2012
- Sportif de l'année par la BBC Sport en 2001
- Joueur de l’année de Manchester United en 1997
- Joueur anglais de l'année en 2003
- Joueur de l'année du Real Madrid en 2006
- Jeune joueur de l'année par PFA en 1997
- Personnalité de l'année britannique en 2003
- 22e du Meilleur footballeur européen 1954-2004
- Trophée du retour de l'année en Major League Soccer en 2011
- Joueur du mois du championnat d'Angleterre en août 1996
- Meilleur passeur du championnat d’Angleterre en 1998, 2000 et 2001
- Meilleur passeur de la Ligue des Champions en 1998 et 1999
- Meilleur passeur du championnat d'Espagne en 2006
- Membre de l'équipe type de l'année UEFA en 2001 et 2003
- Membre de l'équipe type de la décennie 1992-2002 du championnat d'Angleterre en 2003
- Membre de l'équipe typé de l'année PFA de Premier League en 1997, 1998, 1999 et 2000
- Membre de l'équipe type de Major League Soccer (MLS Best XI) en 2011
- Membre de l'équipe type du onze de départ du MLS All-Star Game en 2012
- Membre de l'équipe type de l'année de l'association ESM en 1999
- Nommé au FIFA 100 en 2004
- Prix Hommage FWA en 2008
- Prix de l'insigne d'or Blue Peter en 2001
- Prix de la personnalité sportive de l'année par la BBC Sport pour l'ensemble de sa carrière en 2010
- Commandeur de l'ordre de l'Empire britannique en 2003
- Ambassadeur de bonne volonté de l'UNICEF en 2005
- Intronisé au Hall of Fame du football anglais en 2008
- Intronisé au Hall of Fame du Milan AC en 2010
- Nommé parmi les 100 personnes les plus influentes dans le monde par le magazine Time en 2008[56]
- Nommé no 1 des quarante hommes les plus influents du Royaume-Uni par le magazine anglais Arena en 2007[57]
- Premier joueur anglais de l'histoire à remporter des titres de champions dans quatre pays différents en 2013
- Meilleur tireur de coups francs de l'histoire du championnat d’Angleterre[58]
- L'homme le plus sexy de la planète par le magazine People  en 2015[59]
- Footballeur de légende en 2016 par l'IFFHS
- Prix du Président de l'UEFA en 2018[45]
- Intégré au Premier League Hall of Fame en 2021[60].

## En dehors du football

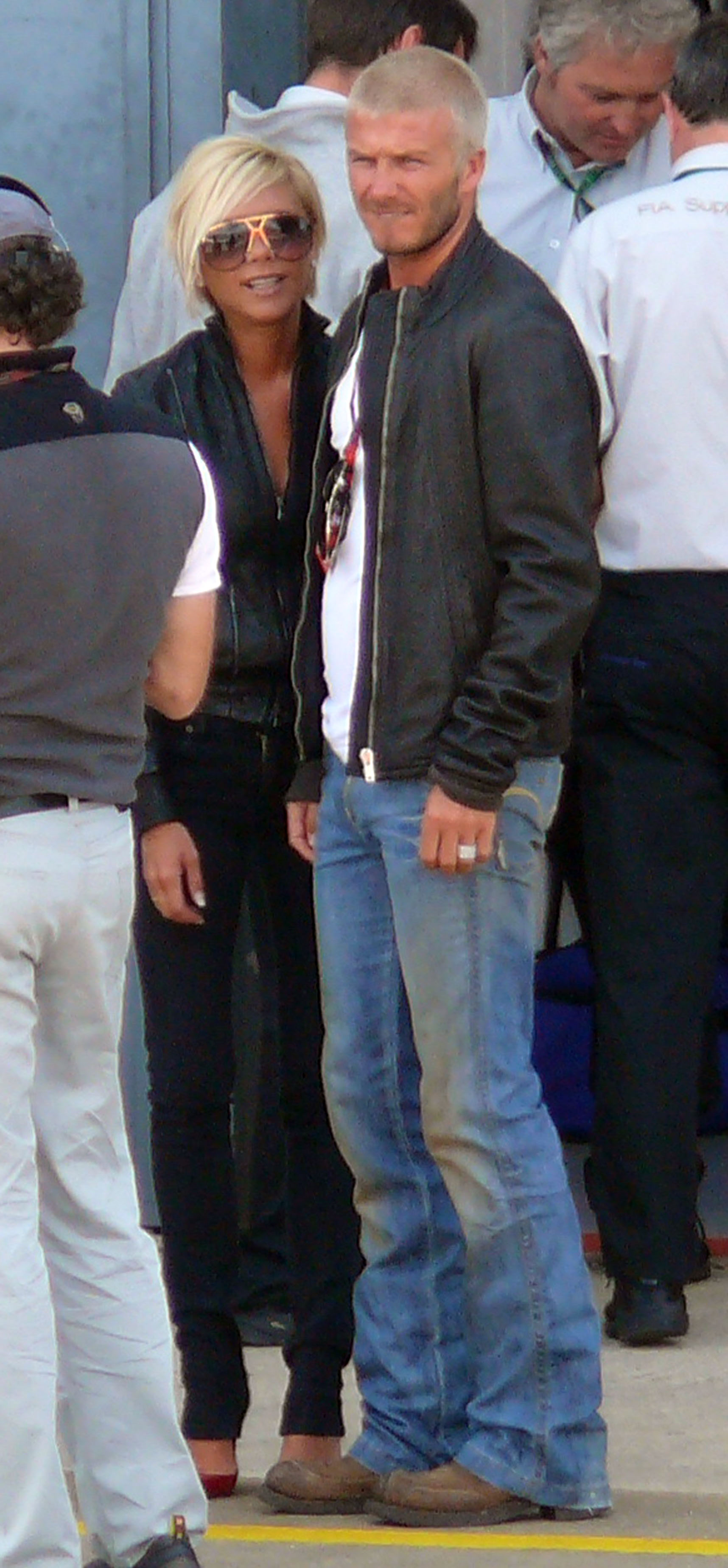
David et sa femme Victoria en 2007.

### Vie privée
David Beckham épouse Victoria Adams le 4 juillet 1999, après s'être fiancés en 1998, avec qui il a trois fils et une fille : Brooklyn Joseph, né le 4 mars 1999 à Londres, Romeo James, né le 1er septembre 2002 à Londres également, Cruz David, né le 20 février 2005 à Madrid, et Harper Seven, née le 10 juillet 2011 à Los Angeles. Il réside maintenant dans le centre de Londres.
David Beckham est aussi un mannequin pour une ligne de vêtements.
Son fils Brooklyn s'est marié le 9 avril 2022 avec Nicola Peltz.
Fervent monarchiste, David Beckham est proche de la famille royale britannique, et en particulier des princes William et Harry. Avec son épouse, il assiste au mariage du prince William et de Catherine Middleton en 2011 ainsi qu'à celui du prince Harry et de Meghan Markle en 2018. Après la mort de la reine Élisabeth II en septembre 2022, il fait la queue pendant 13 heures afin de voir le cercueil de la souveraine à Westminster Hall, après avoir refusé les possibilités de passer devant,.
David Beckham a le syndrome de Gilles de La Tourette et des troubles obsessionnels compulsifs.

### Contrats publicitaires
Au même titre que sa femme, David Beckham est une icône de la mode et certaines grandes marques, telles que Evisu, Adidas, Gillette, Marks & Spencer, Brylcreem (en), Emporio Armani, Pepsi ou encore H&M, n'hésitent pas à investir des sommes importantes pour promouvoir leur image grâce à lui.

### Engagements pour l'enfance

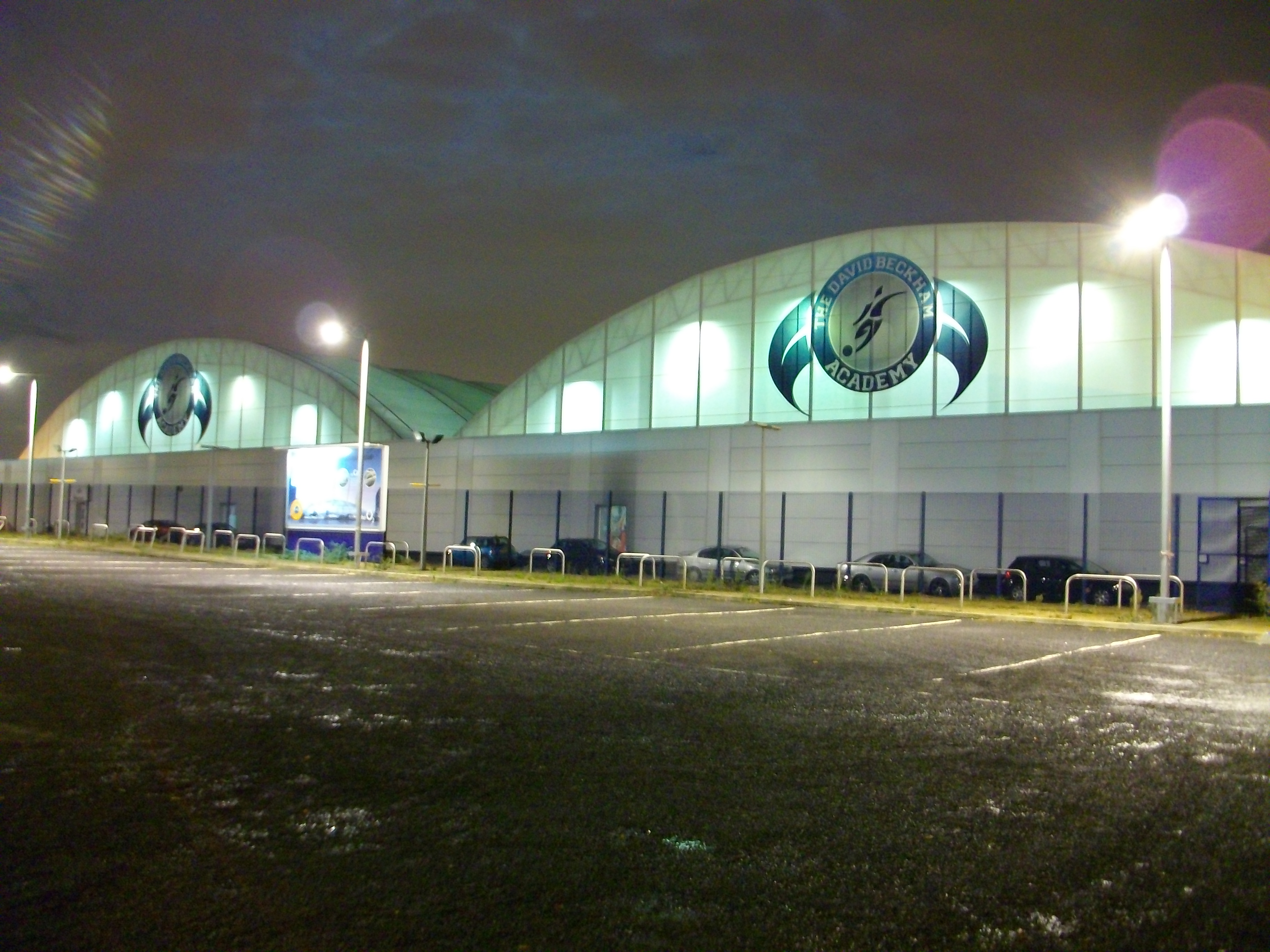
La David Beckham Academy de Londres.

Au cours de la saison 2006-2007, Beckham    soutient des académies de football à Los Angeles et à l'est de Londres.
Beckham devient ambassadeur de bonne volonté pour l'UNICEF en janvier 2005, et s'implique dans la promotion de la candidature de Londres pour les Jeux olympiques de 2012.

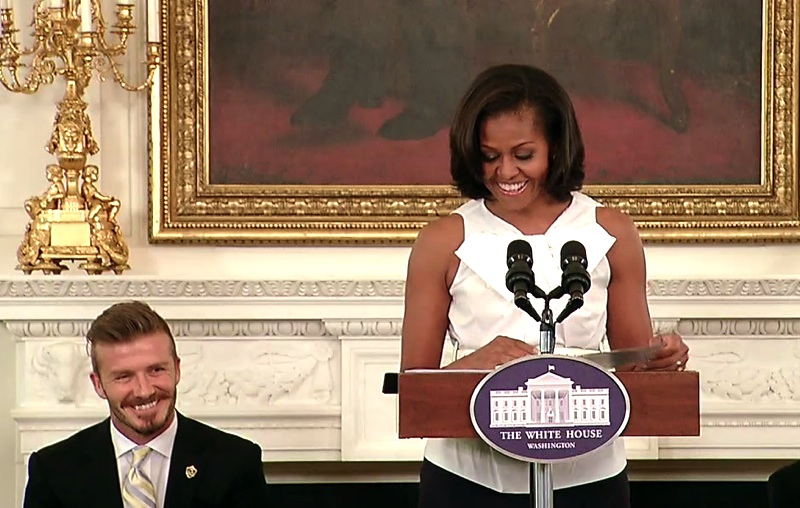
Beckham aux côtés de Michelle Obama en 2013 lors d'une conférence sur les bienfaits du sport.

En 2013, il reverse son salaire à l'hôpital Necker-Enfants malades, partenaire de la Fondation du Paris Saint-Germain, et à l'hôpital Robert-Debré, partenaire de l'association CéKeDuBonheur.
Le 12 mars 2014, pour l'UNICEF, il adresse un message vidéo afin de sensibiliser le public sur le sort des enfants syriens (Guerre civile), et incite à signer la pétition de l'organisation sur ce sujet.
En février 2015, il fête ses dix ans en tant qu'ambassadeur de l'UNICEF, et fonde le « 7 David Beckham », pour interpeller les dirigeants mondiaux sur les problèmes qui touchent les enfants, notamment à cause des guerres. David Beckham sollicite les signatures du public, pour soutenir son appel. Le 12 janvier 2016, l'UNICEF remet un prix à David Beckham, pour honorer son engagement pour l'enfance.
Mais selon Mediapart, dans une enquête du 3 février 2017 « David Beckham s’est longtemps refusé à alimenter le fonds humanitaire dont il est censé être le premier et principal contributeur. Il a même tenté de se faire rembourser par l’Unicef des frais qu’il n’avait pas engagés. Pour la star britannique, la cause humanitaire est avant tout un tremplin pour ses affaires personnelles. Les Football Leaks révèlent le visage méconnu d’une star qui rêve d’être anoblie, mais à qui on refuse le titre en raison de ses démêlés fiscaux ».

### Filmographie
Dans le film Joue-la comme Beckham de 2002, Beckham n'est jamais apparu. Malgré son souhait d'y figurer avec sa femme Victoria, leurs emplois du temps ne le leur ont pas permis. C'est pourquoi la réalisatrice Gurinder Chadha a finalement décidé de faire jouer des sosies.
Dans la comédie romantique Love Actually, Hugh Grant, qui joue le rôle du premier ministre britannique, déclare « Le pied droit de David Beckham » comme l'une des grandeurs de l'Angleterre, ajoutant rapidement « La jambe gauche de Beckham, il faudra y penser ».
- 2005 : Goal ! : naissance d'un prodige de Danny Cannon : lui-même
- 2005 : David Beckham : une vie hors du commun (documentaire)
- 2006 : Goal 2 : La Consécration (Goal II : Living the Dream) de Jaume Collet-Serra : lui-même
- 2014 : David Beckham : Une Aventure en Amazonie (documentaire)[note 2]
- 2015 : Agents très spéciaux : Code UNCLE (The Man from UNCLE) de Guy Ritchie : le projectionniste russe (caméo)
- 2017 : Le Roi Arthur : La Légende d'Excalibur (King Arthur: Legend of the Sword) de Guy Ritchie : Trigger (caméo)
- 2023 : Beckham, mini-série biographique diffusée sur Netflix.

## Dans les arts et la culture
Le personnage de Beckham apparaît dans le clip de la chanson Shoot the dog de George Michael.